# Mondo delle Cronache del ghiaccio e del fuoco
La serie letteraria fantasy Cronache del ghiaccio e del fuoco (A Song of Ice and Fire), pubblicata dall'autore statunitense George R. R. Martin a partire dal 1996, è ambientata in un ampio mondo immaginario che fa da scenario agli eventi narrati.
Questo universo immaginario, descritto nei romanzi, è stato esteso tramite fumetti e videogiochi, assumendo le caratteristiche di un universo espanso.

## Storia
Le Cronache del ghiaccio e del fuoco emergono da un complesso antefatto storico, ricco di eventi, che abbraccia un lungo periodo di tempo.
Importanti sono i due continenti principali in cui si svolgono le varie vicende: Westeros, il continente occidentale, ed Essos, il continente orientale. In origine, i due continenti erano collegati, ma poi un terribile terremoto li separò e della congiunzione tra i due restano solo delle isolette situate in uno stretto, all'estremo sud di Westeros.

### I Figli della Foresta e i Primi Uomini
All'Alba dei Giorni, i primi abitanti di Westeros furono i Figli della Foresta, creature di piccola statura, dalle sembianze semi-umane, che scolpivano volti sui tronchi degli Alberi-Diga. Poi da Essos giunsero i Primi Uomini che, dopo un lungo periodo di conflitti, siglarono il Patto e si unirono ai Figli della Foresta, abbracciandone molte pratiche, come il Culto dei Vecchi Dèi: inizia così l'Età degli Eroi.

#### La Lunga Notte
Dopo un tempo non definito, si sarebbe verificata la Lunga Notte, un lunghissimo inverno nel corso del quale creature soprannaturali, note come Estranei (Others), sarebbero comparse per la prima volta a minacciare il mondo degli uomini.
Gli Estranei erano capaci di resuscitare i morti, facendone veri e propri zombi obbedienti ai loro comandi. Grazie ai loro eserciti di non-morti, gli Estranei inflissero un grave colpo agli uomini. I Primi Uomini e i Figli della Foresta combatterono insieme valorosamente, ma l'avanzata degli Estranei fu quasi inarrestabile, finché non si scoprì il loro punto debole: il Vetro di Drago (ossidiana), l'unico materiale in grado di ucciderli.
Secondo la mitologia del Culto di R'hllor (molto diffusa ad Essos), dopo questi eventi si fece avanti un eroe, conosciuto ad Essos con il nome di Azor Ahai, anche noto come “l'Ultimo Eroe”, che forgiò un'arma magica, la “Portatrice di Luce”. Grazie a questa spada magica, Azor Ahai riuscì a sconfiggere gli Estranei.
In Westeros, invece, non esiste un unico mito che spieghi la fine degli Estranei e della Lunga Notte, ma esistono più leggende, riguardanti una lunga guerra tra gli uomini e gli Estranei, a cui presero parte anche i Figli della Foresta e in cui, alla fine, gli uomini, guidati da diversi eroi leggendari, come ad esempio Brandon il Costruttore, prevalsero nella cosiddetta "Battaglia dell'Alba".
Dopo la guerra, si adottarono misure volte ad impedire agli Estranei di invadere nuovamente Westeros. Brandon il Costruttore decise di erigere la monumentale Barriera, un muro di ghiaccio intriso di magia lungo 100 leghe, che separò le Terre dell'Eterno Inverno dai Sette Regni. Fu istituito anche l'ordine dei Guardiani della Notte per proteggere la Barriera e combattere, eventualmente, gli Estranei e i bruti (popolazioni di uomini liberi che spesso minacciavano i Sette Regni).
Una successiva profezia afferma che gli Estranei sarebbero tornati e che anche Azor Ahai sarebbe tornato per sconfiggerli nuovamente. Su questa profezia si basa il culto orientale del Dio R'hllor.

### Gli Andali
In seguito, il continente di Westeros venne raggiunto dagli Andali, un fiero popolo guerriero, che portò con sé la nozione dell'acciaio, del sistema feudale e il culto dei Sette Dèi.
Gli Andali spazzarono via tutti i regni dei Primi Uomini, da Dorne fino all'Incollatura, ma non furono mai capaci di superare la zona quasi inespugnabile del Moat Cailin, roccaforte difesa dagli uomini del Nord, guidati dalla Casa Stark. Gli Stark di Grande Inverno, infatti, riuscirono a imporsi come sovrani del Nord: controllando il Moat Cailin, furono in grado di respingere con pochi uomini le grandi invasioni provenienti da Sud, potendo così sottomettere tutte le altre nobili famiglie del Nord che li riconobbero come loro sovrani. Gli ultimi a piegarsi agli Stark furono i Bolton di Forte Terrore, che però mantennero sempre una forte ostilità verso gli Stark.

### Dorne e la Regina Nymeria
Il Sud fu caratterizzato da una situazione meno stabile, con vari regni sempre in lotta tra loro, con confini e sovranità incerte, fino alla stabilizzazione di Sei Regni principali. Dorne fu l'unico di questi regni ad essere interessato da un'ulteriore migrazione di popoli, con l'avvento della regina Nymeria, proveniente dalla valle della Rhoyne, situata ad Essos: con il suo aiuto, i membri della Casa Martell di Lancia del Sole riuscirono ad imporsi sui rivali e a diventare Principi di Dorne.

### Essos, i Draghi e i Valyriani
Essos, il continente orientale, è molto più vasto di quello occidentale, si estende infatti dalle coste occidentali affacciate sul Mare Stretto, fino alla misteriosa Terra delle Ombre.
In questo continente, le prime civiltà si svilupparono sulle coste meridionali con l’avvento dell'Impero dell'Arpia, avente per capitale la città di Vecchia Ghis, fino al successivo avvento della Libera Fortezza di Valyria, un vasto impero che ebbe il suo centro nella città di Valyria, situata nell'omonima penisola, nelle Terre della Lunga Estate. I Signori di Valyria riuscirono a prendere il controllo dei temuti draghi grazie ad arcane arti, con le quali riuscirono a costruire un impero vastissimo, piegando dopo ben cinque guerre Vecchia Ghis.
I Valyriani si spinsero poi verso occidente, costruendo nuove colonie, come Volantis, o piegando le altre città o stati pre-esistenti: dopo un’accanita lotta, il principe rhoynar Garth il Grande, che contro i Valyriani sollevò un immenso esercito di 250.000 uomini, fu alla fine sconfitto, mentre la regina rhoynar Nymeria fu costretta a fuggire verso Westeros, approdando infine sulle coste di Dorne.
All'apice della gloria, i confini occidentali dell’Impero di Valyria arrivavano fino a Roccia del Drago, isola situata di fronte alla Baia delle Acque Nere, in prossimità del continente occidentale di Westeros, che venne assegnata alla nobile Casa Targaryen, i cui membri ebbero una precognizione degli eventi futuri grazie alla magia che scorreva nel loro sangue.

### Il Disastro
Valyria venne completamente distrutta da un cataclisma la cui natura non è mai stata precisata, detto il Disastro, che mutò l'aspetto stesso della terra, trasformando la penisola di Valyria in un arcipelago di numerose piccole isole.
Con la rovina di Valyria e dei suoi segreti, terminò anche l'Impero: i discendenti di Vecchia Ghis, detti Ghiscari, ricostruirono la loro civiltà, fondando nuove città come Astapor, Yunkai e Meereen, e costruendo società basate sullo schiavismo. Le colonie di Valyria sulle coste del Mare Stretto si dichiararono invece indipendenti l'una dall'altra e vano fu il tentativo di Volantis di ricostruire un nuovo impero valyriano, anche a causa dell'ascesa di una nuova città, Braavos, costruita dagli schiavi valyriani fuggitivi o dai popoli da loro sottomessi. Braavos divenne con il tempo la più potente delle Città Libere e contribuì con la sua forza a mantenere libere le altre città e ad impedire a Volantis di formare un nuovo impero valyriano.
Le vaste pianure al centro di Essos vennero popolate invece dai nomadi Dothraki, una civiltà che vede nel cavallo, nel saccheggio e nella guerra la sua ragione di esistere. La prima comparsa dei Dothraki avvenne circa 400 anni prima dell'inizio della serie, con la formazione del loro primo khalasar, un'orda di cinquantamila persone, più della metà dei quali combattenti. Essi furono guidati da Khal Temmo che, spostandosi verso ovest, arrivò a minacciare la Città Libera di Qohor, che per difendersi assoldò le compagnie mercenarie dei Secondi Figli e degli Stendardi Lucenti, oltre che a mandare a comprare tremila Immacolati, schiavi-soldati eunuchi addestrati nell'Arte delle Tre Lance ad Astapor. I Dothraki ebbero facilmente ragione delle forze della città di Qohor e indussero le due compagnie di mercenari a disertare, ma il giorno dell'assalto finale trovarono i tremila Immacolati pronti ad aspettarli: Khal Temmo, vedendo davanti a sé nemici appiedati, ordinò di caricare. Diciotto volte i Dothraki si lanciarono contro il muro di scudi e lance degli Immacolati e diciotto volte vennero respinti. Alla fine della giornata, solo 600 Immacolati sopravvissero, ma i Dothraki lasciarono sul campo più di dodicimila cadaveri, tra cui Khal Temmo, i suoi Cavalieri di Sangue, i suoi ko e tutti i suoi figli. Il giorno seguente, il nuovo Khal guidò i superstiti davanti agli Immacolati e tutti si tagliarono la loro folta chioma in segno di sconfitta, abbandonandola ai piedi degli Immacolati. Da allora, Qohor è sempre difesa da una schiera di Immacolati e, sempre da allora, secondo le parole di ser Jorah Mormont, i Dothraki non hanno più avuto l'ardire di affrontarli in battaglia.
Ad oriente della Baia degli Schiavisti (composta dalle tre città di Astapor, Yunkai e Meereen) e del Mare Fumante di Valyria, si trova la città di Qarth, mentre nella Terra delle Ombre esiste la misteriosa città di Asshai delle Ombre.

### Trecento anni prima
Trecento anni prima degli eventi narrati nei libri, Aegon Targaryen, insieme alle sue due sorelle, Rhaenys e Visenya, partì dalla Roccia del Drago verso il continente occidentale e diede inizio alle Guerre di Conquista, forte del potere dei suoi tre draghi: Balerion il Terrore Nero, Meraxes e Vhagar. Nel luogo del suo sbarco fu edificata in seguito la città di Approdo del Re.
Aegon, per prima cosa, sottrasse le Terre dei Fiumi agli Uomini di Ferro. Il loro re di allora, Harren il Nero, insieme ai suoi figli, morì bruciato vivo nel suo castello, Harrenhal, dal fuoco del drago di Aegon, Balerion. Aegon consegnò dunque a Edmyn Tully di Delta delle Acque, il primo dei Signori dei Fiumi a seguirlo, le Terre dei Fiumi, nominandolo suo Lord Protettore. Mentre le Isole di Ferro, staccatesi dalle Terre dei Fiumi, ottennero da Aegon la loro indipendenza e scelsero come Lord Protettore un membro della famiglia Greyjoy.
Nella Battaglia del Campo di Fuoco, Aegon annientò l'esercito coalizzato di re Loren Lannister e di re Mern Gardener dell'Altopiano. Questa fu l'unica battaglia in cui i tre draghi dei Targaryen vennero scatenati contemporaneamente: 4.000 uomini morirono bruciati vivi, compreso l'ultimo re Gardener. A seguito di questa grande vittoria, Aegon ottenne la sottomissione di re Loren, che in cambio venne nominato lord di Castel Granito e Protettore delle Terre dell'Ovest, e la sottomissione di Alto Giardino, che gli venne consegnato dai Tyrell, attendenti degli ex re Gardener, che per questo gesto vennero elevati al rango di Protettori del Sud e lord di Alto Giardino.
Il presunto fratello bastardo di Aegon, Orys Baratheon, sconfisse Argillac l'Arrogante, ultimo dei Re della Tempesta, prendendo il castello di Capo Tempesta: per queste azioni, Aegon permise ad Orys di prendere in sposa la figlia di Argillac, il motto e lo stemma della sua famiglia, e venne elevato al rango di lord delle Terre della Tempesta.
Gli Arryn della Valle preferirono sottomettersi piuttosto che affrontare i draghi, per questo motivo furono nominati lord della Valle e Protettori dell'Est.
Re Torrhen Stark del Nord era invece intenzionato a dare battaglia ma, alla vista dei draghi Targaryen e dell'esercito nemico, comprendente ormai le forze di 5 dei 7 regni, preferì sottomettersi (per questo motivo fu ricordato come Il-Re-in-ginocchio), venendo poi nominato lord di Grande Inverno e Protettore del Nord.
Alla morte di Aegon e delle sue due sorelle, solo il Principato di Dorne rimase come stato indipendente.

### La Ribellione del Credo
I successori di Aegon I, re Aenys I e re Maegor I (il primo era figlio di Aegon e Rhaenys ed il secondo era figlio di Aegon e Visenya), dovettero affrontare la Ribellione del Credo, che non intendeva accettare la sovranità di figli generati dall'incesto. Tra i Targaryen, infatti, esistevano la pratica della poligamia e dell’incesto: si sposavano quasi sempre tra fratello e sorella, tra primi cugini o tra zii e nipoti.
La pace ritornò solo con il regno di re Jaehaerys I, che per questo motivo verrà conosciuto come il Conciliatore.

### La Danza dei Draghi
Nel 129º anno dalla Conquista si verificò la prima grande crisi di Casa Targaryen, con la lotta fratricida tra Rhaenyra (primogenita di re Viserys I e sua erede designata) ed il suo fratellastro Aegon II, secondogenito di re Viserys, sostenuto dal Lord Comandante della Guardia Reale, ser Criston Cole, detto "il Creatore di Re", e da tutti coloro che seguivano l'uso degli Andali riguardo alla successione maschile e non femminile. Questa guerra di successione fu conosciuta con il nome di "Danza dei Draghi".
La guerra si concluse con l'ascesa al trono di re Aegon II, che fece uccidere la sorellastra dal suo drago personale, anche se, alla sua morte, gli succederà re Aegon III (detto Rovina dei Draghi), uno dei figli rimasti in vita di sua sorella Rhaenyra.
Durante il regno di re Aegon III morirà l’ultimo drago dei Targaryen.

### La Campagna contro Dorne
Nel 157º anno dalla Conquista salì al trono il quattordicenne Daeron I Targaryen, detto il Giovane Drago. Re Daeron regnò per quattro anni e venne ricordato per la sua campagna contro Dorne: il Giovane Re riuscì a conquistare per un breve periodo il controllo della regione, ma morì nel tentativo di stroncare una rivolta, perdendo nuovamente la sovranità del Principato di Dorne.
Dorne fu annessa definitivamente al dominio Targaryen solo un quarto di secolo dopo, ad opera di re Daeron II il Buono. Egli ottenne la sottomissione dei Martell prendendo in sposa la principessa Mariah, sorella dell'allora sovrano di Dorne, e dando poi la propria sorella, Daenerys (omonima della protagonista della saga, da non confondersi con lei), in sposa al principe dorniano dell’epoca.

### La Ribellione Blackfire
Durante il regno di re Daeron II il Buono si verificò anche la seconda crisi di Casa Targaryen, con la Ribellione Blackfire, che vide contrapporsi il legittimo monarca ed alcuni dei figli illegittimi di suo padre, re Aegon IV, detto il Mediocre, conosciuti con il nome di Grandi Bastardi perché nati dall'unione del re con donne appartenenti a grandi famiglie nobili.
L'ultimo atto del precedente monarca, Aegon IV, era stato infatti quello di legittimare i suoi numerosi figli bastardi, ponendoli all'interno della linea di successione. I Blackfire (così si fecero chiamare i bastardi di Aegon IV) affermarono che Daeron II fosse in realtà figlio del principe Aemon, il Cavaliere del Drago, fratello minore di Aegon IV, e che quindi il trono appartenesse di diritto a loro.
La ribellione si concluse con la morte di Daemon Blackfire, leader della rivolta, e la fuga dei suoi figli e del suo fratellastro, soprannominato Acreacciaio, ad Essos.
Sempre sotto il regno di re Daeron II avvenne l'effettiva unione di Dorne ai Sette Regni, tramite il duplice matrimonio tra re Daeron e la sorella di Maron Martell, all’epoca principe di Dorne, e tra Daenerys Targaryen, sorella di Daeron, con Maron Martell: questi avvenimenti segnarono l'unione definitiva di Dorne ai Sette Regni.

### Il Re Folle
Molti furono gli atti crudeli che re Aerys II, detto Re Folle, commise durante il suo regno, come far tagliare la lingua a ser Ilyn Payne, capitano delle guardie di lord Tywin Lannister (all’epoca Primo Cavaliere del re e Protettore dell'Occidente), per aver detto che in realtà era il lord di Castel Granito a regnare sui Sette Regni e non Aerys.
Quando re Aerys scelse ser Jaime Lannister, figlio maggiore di lord Tywin, come sua Guardia Reale, questi si dimise dalla carica di Primo Cavaliere e tornò a Castel Granito, trascinandosi dietro la figlia Cersei.
Infine, il Re Folle rifiutò l'offerta matrimoniale fattagli da Tywin, che gli aveva proposto l’unione tra il principe ereditario Rhaegar e Cersei, durante un torneo indetto dallo stesso Tywin, per dare il benvenuto al re nella parte occidentale del regno. Queste furono le parole del monarca: “Sei il mio miglior servitore, ma un uomo non fa sposare il proprio erede alla figlia di un servitore”.
Questi ripetuti affronti a lord Tywin, molto probabilmente, determinarono le sorti della successiva guerra, decretando l'inizio delle disgrazie della dinastia Targaryen.

### L'ultima crisi di Casa Targaryen
Nel 281º anno dalla Conquista si verificò la terza ed ultima crisi di Casa Targaryen, che sfociò nella Ribellione di Robert Baratheon, detta anche Guerra dell'Usurpatore.
Il conflitto scoppiò a causa del rapimento di Lyanna Stark, figlia dell’allora lord di Grande Inverno (Rickard Stark) e promessa sposa di Robert Baratheon, per mano del Principe della Corona Rhaegar Targaryen, a cui seguì il massacro di lord Rickard Stark, di suo figlio ed erede Brandon, dell'erede della Valle di Arryn e di molti altri nobili per mano di Aerys II il Re Folle.
Tutto ebbe inizio con il torneo di Harrenhal, indetto da lord Whent nell'anno della Falsa Primavera, dopo il quale il Principe del Drago, Rhaegar Targaryen, figlio di re Aerys II, rapì la giovane Lyanna. Quando la notizia del rapimento giunse alle orecchie di Brandon, fratello maggiore della ragazza, in viaggio verso Delta delle Acque per sposare la figlia di lord Hoster Tully, Catelyn, l'erede di Grande Inverno ed i suoi fedeli compagni (Ethan Glover, Joffery Mallister, Kyle Royce ed Elbert Arryn, nipote ed erede di lord Jon Arryn) cambiarono direzione e si diressero ad Approdo del Re.
Una volta giunto alla Fortezza Rossa, Brandon gridò a gran voce che Rhaegar venisse fuori ad affrontarlo, ma il principe non si trovava lì, quindi re Aerys fece arrestare Brandon ed i suoi amici, accusandoli di tradimento nei confronti dell’erede al Trono, poi convocò a corte i loro padri, affinché rispondessero del comportamento dei figli.
Lord Rickard Stark si recò dunque ad Approdo del Re, ma venne arrestato e condannato a morte assieme al figlio Brandon. Il lord di Grande Inverno chiese allora un processo per singolar tenzone (processo per combattimento) e re Aerys glielo concesse ma, invece di farlo combattere, lo fece appendere alle travi del soffitto della Sala del Trono, mentre due piromanti accendevano sotto di lui un grande fuoco. Il re dichiarò quindi che il campione che avrebbe combattuto per Casa Targaryen era il fuoco e che lord Rickard non doveva far altro che resistere il tempo necessario per dar modo al figlio Brandon di salvarlo. Ma Brandon aveva le mani legate dietro alla schiena, una correggia di cuoio bagnata attorno al collo, collegata ad un apparato che il re aveva fatto portare da Tyrosh, e la spada posta appena fuori dalla sua portata. Quello che Brandon riuscì ad ottenere fu solo di morire strangolato, tentando di raggiungere la sua lama, mentre il padre bruciava vivo.
Ethan Glover fu l'unico degli uomini di Brandon a sopravvivere alla carneficina e a dare notizia, in seguito, dell'accaduto.

#### La rivolta di Robert Baratheon e lo svolgimento della guerra
Queste azioni portarono alla rivolta di lord Robert Baratheon di Capo Tempesta, promesso sposo di Lyanna, che venne appoggiato da Jon Arryn (Lord della Valle e Protettore dell'Est), da lord Eddard Stark (fratello maggiore di Lyanna, grande amico di Robert e, a causa dell'uccisione del padre Rickard e del fratello maggiore Brandon, Lord di Grande Inverno e Protettore del Nord) ed infine da Hoster Tully (Lord di Delta delle Acque e delle Terre dei Fiumi, la cui primogenita Catelyn era promessa in sposa a Brandon e che, alla sua morte, sposò in sua vece il fratello minore, Eddard).
 Le uniche casate a rimanere fedeli alla Corona furono i Martell di Lancia del Sole (Elia, sorella minore del Principe di Dorne, era all’epoca la moglie del principe Rhaegar e madre dei suoi due figli) ed i Tyrell di Alto Giardino.
 La Casa Lannister non si schierò con nessuna fazione prima di essere certa del vincitore, mentre la Casa Greyjoy, se in un primo momento si schierò dalla parte dei ribelli, poi si tirò fuori dalla Ribellione e rimase neutrale.
Intanto, lord Robert radunava truppe a Capo Tempesta, per lavare l'onta del rapimento della sua promessa sposa con il sangue Targaryen. Però i suoi lord alfieri Grandison, Cafferen e Fell, rimasti fedeli a re Aerys II, intendevano unire i loro eserciti a Sala dell'Estate e marciare su Capo Tempesta. Robert, informato dei loro propositi da una spia, radunò i suoi uomini e precedette gli avversari, sconfiggendo in un sol giorno, a Sala dell'Estate, i tre eserciti separatamente, prima che potessero riunirsi in uno solo. Robert uccise lord Fell in singolar tenzone e catturò suo figlio, "Ascia d'Argento". In seguito, lord Grandison, lord Cafferen e lo stesso "Ascia d'Argento" divennero i suoi uomini più fidati, tanto che, poco tempo dopo, quando l'esercito di Robert fu sconfitto ad Ashford da lord Randyll Tarly, comandante dell'avanguardia di lord Mace Tyrell (Lord di Alto Giardino), lord Cafferen cadde combattendo per Robert.
Ad un certo punto della guerra, il lord di Capo Tempesta fu costretto ad abbandonare il suo castello natio, lasciandovi una piccola guarnigione al comando del fratello minore, Stannis, a resistere all'assedio di lord Tyrell. Stannis era pronto a morire piuttosto che arrendersi e, quando lui ed i suoi uomini, ridotti ormai alla fame, furono costretti a cibarsi di ratti e radici, Davos del Fondo delle Pulci, un contrabbandiere anonimo, con un piccolo scafo a vele nere, scivolò silenziosamente fra le sentinelle dei Tyrell e portò al castello cipolle e pesce sotto sale, salvando così la guarnigione da morte certa.
Eddard aveva, nel frattempo, radunato i propri alfieri per combattere al fianco dell'amico Robert (col quale era stato allevato a Nido dell'Aquila da Jon Arryn) e per vendicare la morte del padre e del fratello maggiore. Umber, Bolton, Glover, Tallhart, Karstark, Mormont, Manderly, Flint, Cerwyn, Hornwood furono solo alcuni tra i principali lord fedeli a Grande Inverno. Anche i signori minori ed il popolo locale furono pronti alla lotta.
Per ottenere l'appoggio di lord Hoster di Delta delle Acque, Eddard e Jon sposarono, rispettivamente, Catelyn e Lysa Tully, figlie di lord Hoster, in modo che anche molti alfieri delle Terre dei Fiumi si schierassero al loro fianco.
Re Aerys, a questo punto, mandò il suo Primo Cavaliere, lord Jon Connington, a Tempio di Pietra, dove Robert aveva trovato rifugio con un pugno di fedelissimi in seguito ad una ferita subita in precedenza, per arrestare il lord ribelle e impedirgli di unirsi all'amico Eddard. Lord Connington entrò nella città con numerosi soldati e setacciò ogni casa alla ricerca del nemico, ma su Tempio di Pietra piombò all'improvviso l'esercito di lord Stark e di lord Tully, che diede l'assalto alle mura. Si combatté strenuamente in ogni strada, in ogni vicolo, persino sui tetti. Quando i septon fecero suonare le campane per avvertire gli abitanti del pericolo, Robert uscì dal suo rifugio, guarito dalla ferita, e si unì alla battaglia: uccise sei uomini, tra i quali il celebre ser Myles Mooton, che fu scudiero del principe Rhaegar.
 Lord Connington, dopo aver prima ferito gravemente lord Hoster e poi ucciso Denys Arryn, l’ultimo erede della Valle, capì che lo scontro gli era sfavorevole e quindi batté in ritirata: "La Battaglia delle Campane", così chiamata dal popolino, era finita. Robert ha sempre precisato, però, che a vincerla non fu lui, ma l’amico Eddard.
Re Aerys, dopo aver saputo della sconfitta di Tempio di Pietra e dopo aver esiliato lord Connington nominando al suo posto, come Primo Cavaliere, lord Chelsted, comprese che Robert Baratheon non era un fuorilegge qualsiasi, ma un'immane minaccia per la Stirpe del Drago. Lasciò chiaramente intendere, allora, al principe Lewyn Martell della Guardia Reale, di avere in pugno sua nipote, la principessa Elia, moglie di Rhaegar, poi lo inviò ad assumere il comando dei 10.000 dorniani che stavano risalendo verso nord la Strada del Re. Successivamente, re Aerys inviò altre due Guardie Reali, ser Jon Darry e ser Barristan Selmy, a radunare i resti dell'esercito di Connington.
Intanto, dopo essere stato richiamato, il principe Rhaegar ritornò dal sud, senza, però, tre dei sette cavalieri della Guardia Reale: ser Gerold Hightower, Lord Comandante, ser Arthur Dayne, detto la "Spada dell'Alba" e il più forte guerriero della Guardia Reale, e ser Oswell Whent, lasciati di guardia alla giovane Lyanna. Delle sette spade bianche, quindi, rimase ad Approdo del Re solo l'appena diciassettenne Jaime Lannister, figlio di Tywin, lord di Castel Granito.
Rhaegar convinse il padre a chiedere aiuto a lord Tywin, suo ex Primo Cavaliere, dimessosi dalla carica dopo che suo figlio Jaime era entrato nella Guardia Reale e che, fino a quel momento, non si era ancora schierato né con l'una, né con l'altra fazione, ma nessun corvo messaggero fece mai ritorno da Castel Granito. Ciò non fece altro che aumentare le paure di re Aerys che, influenzato da Varys l'eunuco, capo delle spie reali, iniziò a vedere nemici e traditori da tutte le parti.
A quel punto, re Aerys diede ordine ai suoi alchimisti di sistemare ampolle di “altofuoco” in ogni angolo della città e nei pressi di ognuna delle sette porte d'accesso. Tutto venne fatto nella massima segretezza dai maestri piromanti, che non si fidavano neanche dei propri accoliti. La regina Rhaella era da tempo cieca alle pazzie del re suo marito e Rhaegar era partito verso nord per affrontare la battaglia decisiva contro Robert, così il solo ad accorgersi delle trame di re Aerys fu il Primo Cavaliere, lord Chelsted, che fece di tutto per dissuadere il sovrano e che, di fronte all'ennesimo rifiuto, si tolse la catena di Primo Cavaliere e la gettò a terra. Per quel gesto, re Aerys lo fece bruciare vivo con l'altofuoco, dopodiché nominò Primo Cavaliere Rossart, il suo piromante preferito, l'uomo che aveva ucciso lord Rickard. Tutto ciò accadde sotto agli occhi di uno sconvolto Jaime, lasciato a difesa del re ai piedi del Trono di Spade.

#### La Battaglia del Tridente
La Ribellione si concluse con la Battaglia del Tridente.
Sul fiume chiamato Tridente avvenne lo scontro cruciale fra i due eserciti: Baratheon, Stark, Tully ed Arryn con i loro alfieri, da una parte, Targaryen e Martell con i loro alfieri, dall'altra. Fu una grande battaglia: morirono Jon Darry e Lewyn Martell, membri della Guardia Reale; lord Grandison rimase gravemente ferito, una ferita che poi lo uccise l’anno seguente; morì anche il principe Rhaegar, abbattuto in duello su una riva del Tridente dal terribile colpo di martello da guerra di Robert, che fece volare i rubini che componevano la figura del drago sulla sua corazza pettorale dappertutto. Anche ser Barristan, altro membro della Guardia Reale, stava per essere ucciso: lord Roose Bolton di Forte Terrore era sul punto di tagliargli la gola, ma Robert lo impedì, affermando che non avrebbe ucciso un uomo solo perché combatteva con fedeltà per il suo sovrano.
Alla fine dello scontro, comparirono anche gli eserciti dei Frey delle Torri Gemelle, giunti, a sentir loro, a combattere per la causa di Robert. Da quel momento in poi, lord Hoster Tully soprannominò il suo vassallo "Il ritardatario lord Walder Frey" e non lo perdonò mai per quel suo comportamento.
Durante il duello con Rhaegar, Robert aveva ricevuto una ferita al fianco che gli impedì di procedere verso la Capitale. Fu quindi Eddard, alla testa dei suoi uomini del Nord, a procedere a tappe forzate verso Approdo del Re, per concludere la guerra.

#### L'assassinio di Aerys II e la fine della guerra
Quando la notizia della disfatta dell'esercito Targaryen giunse a corte, re Aerys spedì immediatamente la moglie incinta ed il figlio minore Viserys alla Roccia del Drago. Anche la principessa Elia sarebbe dovuta andare con loro, ma Aerys lo proibì, convinto che sul Tridente il principe Lewyn lo avesse tradito. Tenendo quindi a corte Elia ed i suoi figli, Aerys era certo di costringere Dorne a restargli fedele.
Aerys era comunque pronto ad appiccare il fuoco all’intera città, lasciando a Robert solo ossa e ceneri. Però, a giungere per primo alle porte di Approdo del Re, non fu l'esercito degli Stark, bensì quello di lord Tywin. Il Gran Maestro Pycelle convinse il re che il suo Protettore dell'Ovest era giunto a difenderlo, così Aerys, ignorando per la prima volta Varys, che non credeva nella buona fede di lord Tywin, diede l'ordine di aprire le porte all'Esercito del Leone. Lord Tywin, ovviamente, voleva stare dalla parte del vincitore, quindi la sconfitta di Rhaegar sul Tridente fu l'evento che gli fece decidere da che parte schierarsi. Gli armigeri Lannister saccheggiarono la città, uccidendo popolani indifesi, stuprando donne e bambine e mettendola a ferro e fuoco, mentre il meglio delle truppe, guidate da ser Gregor Clegane e da ser Armory Lorch, assediavano la Fortezza Rossa.
A quel punto, ser Jaime chiese al re il permesso di avviare i negoziati di pace, ma Aerys gli ordinò invece di portargli la testa di suo padre. Col sovrano, in quel momento, c'era anche Rossart, capo dei piromanti e Primo Cavaliere che, vestito come un qualunque armigero, stava abbandonando la Fortezza Rossa per appiccare l'incendio alla città intera. Ser Jaime lo fermò e lo uccise, impedendo che portasse l'ordine del re ai piromanti suoi sottoposti, poi uccise anche re Aerys, tagliandogli la gola ai piedi del Trono.
 Poco dopo, i soldati dei Lannister entrarono nella fortezza, mentre ser Gregor uccideva brutalmente prima la principessa Elia, dopo averla stuprata, e poi suo figlio Aegon, di appena un anno. Ser Amory fece lo stesso con la piccola principessina Rhaenys, di circa 3/4 anni.
Nel frattempo, lord Eddard giunse in città, trovando ser Jaime seduto sul Trono ed ai suoi piedi il cadavere di re Aerys. Poco dopo furono condotti nella Sala del Trono i cadaveri dei figli di Rhaegar ed Elia, avvolti nei mantelli color porpora dei Lannister. Con quelle morti, lord Tywin voleva convincere Robert che i Lannister erano dalla sua parte, liberandolo allo stesso tempo dal pericolo che avrebbero potuto rappresentare per lui, in futuro, i nipotini di Aerys.
Quando anche Robert arrivò nella Capitale, non dovette far altro che sedersi sul Trono, ma litigò furiosamente con l'amico Eddard per via delle morti atroci dei bambini Targaryen. Il lord del Nord avrebbe voluto punire ser Jaime e lord Tywin, ma Robert non solo non lo fece, anzi, lasciò che Jaime continuasse a servire nella Guardia Reale, il cui comando fu affidato a ser Barristan. Furono perdonati e riammessi a corte anche Varys ed il Gran Maestro Pycelle, infine Jon Arryn fu proclamato Primo Cavaliere del nuovo re, Robert I Baratheon.
Eddard, lasciato l’amico, proseguì il suo viaggio alla ricerca della sorella Lyanna, riuscendo anche a spezzare l'assedio di Capo Tempesta da parte di Mace Tyrell, che s'arrese di fronte alla sconfitta e alla morte di re Aerys.
Stannis Baratheon, per ordine del fratello maggiore Robert, salpò verso la Roccia del Drago per riportare ad Approdo del Re la regina Rhaella ed il figlio Viserys. Ma la regina era morta di parto nel dare alla luce la piccola Daenerys, quindi gli ultimi due Targaryen rimasti vennero tratti in salvo da ser Willem Darry che, conducendoli alla Città Libera di Braavos, li sottrasse alla cattura da parte di Stannis.
Eddard, alla fine, concluse la sua ricerca, trovando la sorella e gli ultimi tre cavalieri della Guardia Reale rimasti alla Torre della Gioia, palazzo in rovina situato sui Monti Rossi di Dorne. Lord Eddard era accompagnato da sei fidati compagni: Martyn Cassel, Theo Wull, Ethan Glover, Mark Ryswell, Howland Reed e lord Dustin. In sette contro tre, rimasero in vita solo in due, Eddard ed Howland, mentre i famigerati membri della Guardia Reale di re Aerys, Gerold Hightower, Arthur Dayne e Oswell Whent, vennero tutti uccisi.
 Successivamente, all'interno della torre in rovina, Eddard trovò la sorella Lyanna in un lago di sangue e in fin di vita: il giovane lord ebbe solo il tempo di farle una promessa, prima di chiuderle gli occhi per sempre. Il lord di Grande Inverno continuò poi il suo viaggio verso Stelle al Tramonto, per consegnare le spoglie e la spada "Alba" di ser Arthur Dayne alla sorella Ashara, che tempo dopo si uccise, gettandosi in mare da una scogliera.
Alcuni mesi dopo, lord Stark ritornò al Nord, però non più da solo, anzi, con al seguito una balia ed un bambino, chiamato Jon, che lui stesso assicurò essere suo figlio bastardo, anche se non rivelò mai a nessuno l'identità della madre, nemmeno alla moglie Catelyn, che intanto, a Delta delle Acque, aveva dato alla luce il loro primogenito: Robb.
La notizia della morte di Lyanna riavvicinò nuovamente Robert ed Eddard ma, mentre il Signore del Nord fece finalmente ritorno a Grande Inverno, il nuovo re, nonostante fosse contrario, su consiglio di Jon Arryn sposò la figlia di lord Tywin, Cersei Lannister.
Nel frattempo, a Dorne, il principe Doran Martell non si dava pace per la fine orrenda della sorella Elia e dei suoi due figli e, su insistenza anche del fratello minore, Oberyn, era pronto a sollevarsi in nome del giovanissimo Viserys Targaryen contro Robert ed i suoi amici. Jon Arryn si recò quindi a Lancia del Sole, portando con sé le spoglie del principe Lewyn, morto sul Tridente e, non si sa in che modo, riuscì a dissuadere Doran dal suo intento e a porre fine ai discorsi su una nuova, possibile rivolta.

### La ribellione di Balon Greyjoy
Cinque anni dopo l'ascesa di Robert, lord Balon Greyjoy si ribellò, dichiarando le Isole di Ferro regno indipendente dal Trono di Spade. Il conflitto iniziò con l'incendio della Flotta del Leone, la flotta di lord Tywin, a Lannisport, in un'azione ideata e messa in pratica dai fratelli minori di Balon, Euron detto "Occhio di Corvo" e Victarion, a cui seguirono svariate incursioni sulle coste occidentali di Westeros.
A Seagard, la “Torre del Boato”, eretta centinaia di anni prima proprio per avvertire la popolazione dell'arrivo dei pirati delle Isole di Ferro, fece sentire per la prima volta la sua gigantesca campana di bronzo. Quella fu una lotta terribile, nella quale perirono molti Uomini di Ferro, fra i quali lo stesso Rodrick Greyjoy (figlio maggiore ed erede di Balon), ucciso in singolar tenzone da Jason Mallister, lord di Seagard ed il più valoroso degli alfieri dei Tully.
Il conflitto si evolse rapidamente contro gli Uomini di Ferro con la Battaglia di Isola Bella. Le loro navi furono infatti prese in trappola dalla flotta reale, guidata dalla galea da guerra “Furia” di lord Stannis, fratello minore del re, che annientò la Flotta di Ferro, guidata da Victarion Greyjoy, conquistando così la supremazia sui mari e potendo traghettare l'esercito di Robert sulle Isole di Ferro. Stannis stesso condusse poi l'assalto all'isola di Grande Wyk, mentre ser Barristan, Lord Comandante della Guardia Reale, portò avanti l'attacco all’isola di Vecchia Wyk.
 Baratheon, Arryn, Stark, Lannister e tutti i loro alfieri si unirono di nuovo per sedare la rivolta, quindi per i Greyjoy non ci fu scampo.
Re Robert, a bordo della sua galea “Martello di Re Robert”, e l’amico Eddard, guidarono invece l'assedio di Pike, l'isola da cui governava Balon. Le macchine da guerra a bordo delle navi rasero al suolo le mura di Pyke e, nel crollo di parte di esse, morì il secondogenito di lord Balon, Maron Greyjoy. Il Lord delle Isole di Ferro si arrese dopo che gli assedianti aprirono una breccia tra le mura del suo castello con le armi d'assedio.
 Una volta portato Balon al cospetto del re, Robert decise di risparmiarlo, pretendendo però che consegnasse l'ultimo dei suoi figli maschi rimasti in vita (Theon, un bambino di 10 anni) come ostaggio. Eddard portò dunque il bambino con sé a Grande Inverno, prendendolo come paggio alla sua corte.
Questo conflitto è l'ultimo di quelli combattuti su Westeros, prima degli eventi narrati dai libri.
Il primo a scalare le mura della fortezza di lord Balon fu Thoros della città libera di Myr, un Prete Rosso del culto di R'hllor, Signore della Luce, giunto ad Approdo del Re ai tempi di re Aerys, brandendo una spada fiammeggiante intrisa di altofuoco. Subito dietro di lui c’era Jorah Mormont, figlio di Jeor Mormont, lord dell'Isola dell'Orso e futuro Lord Comandante dei Guardiani della Notte, un alfiere di lord Stark. Un altro cavaliere che si distinse negli scontri fu ser Gregor, uomo di lord Tywin, che anni prima aveva ucciso la principessa Elia di Dorne, moglie del Principe Rhaegar, e il loro figlioletto di appena un anno, Aegon.

### La Guerra dei Cinque Re
La Guerra dei Cinque Re è il conflitto narrato nella saga letteraria, a partire dal primo romanzo e tuttora in corso.
Ad oggi, ad eccezione degli Arryn della Valle, sono state coinvolte tutte le grandi Case dei Sette Regni.
Il conflitto inizia come spedizione punitiva dei Lannister contro i Tully, dopo che Catelyn, figlia maggiore di lord Hoster e moglie di Eddard, ha preso il Folletto (Tyrion Lannister, figlio di Tywin) come prigioniero. Il tutto si è evoluto in un conflitto più complesso quando, dopo la morte di re Robert, sia Renly Baratheon (fratello minore di Robert e Stannis, sostenuto dagli alfieri di Capo Tempesta e da Casa Tyrell), sia Stannis Baratheon (fratello minore di Robert, ma maggiore di Renly, sostenuto dagli alfieri della Roccia del Drago e dai capitani delle Città Libere), sia Robb Stark (sostenuto dagli alfieri del Nord e da Casa Tully), sia Balon Greyjoy, (sostenuto dagli Uomini di Ferro delle Isole di Ferro), rivendicano ciascuno di essere re.

## Geografia
Le vicende narrate sono prevalentemente ambientate nel continente occidentale, chiamato anche solamente Occidente o Westeros (nei testi in lingua originale), diviso in Nord e Sud dall'Incollatura. Fanno eccezione le vicende di Daenerys Targaryen, che sono prevalentemente ambientate ad Essos, un secondo continente che si trova ad oriente di Westeros, al di là del Mare Stretto.
Lungo le coste occidentali di Essos sono situate le Città Libere, un gruppo di città-stato dominate da mercanti. Alle spalle delle Città Libere, si trova una vasta zona di praterie, il Mare d'Erba, dominato dai nomadi guerrieri Dothraki.
Le coste meridionali di Essos, chiamate collettivamente "Terre del Mare dell'Estate", includono le rovine dell'antica civiltà di Valyria e la Baia degli Schiavisti, composta da tre città: Astapor, Yunkai e Meereen.
A sud di Essos si trova invece il continente di Sothoryos, del quale si conosce ben poco, se non che è abitato da popolazioni dalla pelle scura e che è ricoperto di giungle infestate da feroci animali esotici e da pericolose malattie.
Ad est di Sothoryos e a sud di Asshai delle Ombre si trova il continente di Ulthos; anche di questo continente non si conosce molto, tranne che è ricoperto da dense foreste.

## Popolazione

### Figli della Foresta
Furono i primissimi abitanti di Westeros, circa 12.000 anni prima dello svolgimento della saga. Non è chiaro a quanto tempo fa risalgono i loro primi insediamenti, né da dove provenissero.
 Sappiamo che, circa 12.000 anni prima dello svolgimento della saga, i Figli della Foresta vennero in contatto con i Primi Uomini, che li intimorirono molto portando con sé il bronzo, sconosciuto dai Figli della Foresta, e i primi cavalli, imponendo inoltre i loro dèi.
Ben presto iniziò una guerra tra Primi Uomini e Figli della Foresta, i cui maghi riuscirono persino ad inondare il Braccio di Dorne, la lingua di terra attraverso la quale i Primi Uomini erano giunti da Essos, nel vano tentativo di impedire l'arrivo di altri uomini, formando le Stepstones. I Primi Uomini, però, si erano già stabiliti a Westeros e pertanto quell’inondazione fu vana.
La guerra che scaturì fu sanguinosa, ma terminò con un trattato di pace. Il trattato durò 4.000 anni, fino all’arrivo della Lunga Notte, quando gli Estranei attaccarono gli uomini. Figli della Foresta e Primi Uomini si unirono quindi per contrastare la nuova minaccia, scacciando infine gli Estranei. Iniziò, così, un periodo di collaborazione tra le due specie, durante il quale i Primi Uomini appresero il culto dei Figli della Foresta verso gli Antichi Dèi.
 I Figli della Foresta, però, a un certo punto cominciarono a ritirarsi nel fitto delle loro foreste, a Nord oltre la Barriera, fino a perdere, durante l'Era degli Eroi, ogni contatto con gli uomini. Alla fine, sparirono del tutto, nel totale mistero.
Sebbene gli attuali abitanti di Westeros credano che i Figli della Foresta siano ormai estinti, ce ne sono ancora alcuni che vivono nel mondo degli uomini. Questi pochi vivono molto a nord, oltre la Barriera, in un sistema di caverne posto al di sotto di una collina, la cui entrata è una fessura situata sul pendio.
Il popolo dei Figli della Foresta è un popolo misterioso e magico, di cui si sa molto poco. Non conoscono i metalli e non hanno città. Indossano camicie fatte di foglie e pezzi di corteccia per proteggere le gambe, usano strumenti in pietra, vivono in grotte ma, a volte, dormono sugli alberi o dentro a delle capanne. Hanno armi di ossidiana. Le leggende dicono che possedessero una magia molto potente: la capacità di controllare gli animali selvaggi, di entrare in contatto con gli elementi e di suonare la musica più bella mai udita.
I Figli della Foresta erano mediamente più bassi dei Primi Uomini, avevano grandi orecchie che conferivano loro un udito sorprendente e occhi molto grandi, simili a quelli di un gatto. Grazie a questi, si dice che potessero anche vedere al buio. Le loro mani avevano solo tre dita ed un pollice dotato di un lungo e affilato artiglio.

### Giganti
L'origine della razza dei giganti si perde nel tempo, ma erano già presenti, sebbene mai in gran numero, nell'Estremo Nord di Westeros, all'epoca in cui comparvero i Figli della Foresta. Alti tra i 12 e i 14 piedi e caratterizzati da lunghe pellicce ideali per il freddo, avevano le fattezze di un essere umano, ma non l'intelletto, anche se col tempo impararono l'Antica Lingua dai Primi Uomini, venendo impiegati da Brandon Stark il Costruttore nella costruzione della Barriera; molte furono le loro interazioni con i bruti.
Al tempo degli avvenimenti narrati nella saga sono già quasi estinti e per i più rappresentano nulla di più di un mito, al pari di Estranei e Figli della Foresta. Alcuni di loro prendono parte attiva nelle vicende della saga.

### Primi Uomini
Secondo la saga, i Primi Uomini furono uno dei primi popoli a stabilirsi nel continente di Westeros, secondi solo ai Figli della Foresta.
Giunsero a Westeros da Essos, passando attraverso il lembo di terra detto Braccio di Dorne, circa 12.000 anni prima dell'inizio della saga, guidati dal loro capo, definitosi poi "il primo re". Appena si stabilirono a Westeros, cominciarono a rivendicare la terra in precedenza appartenuta ai Figli della Foresta, con cui entrarono in conflitto dopo che cominciarono ad abbattere gli Alberi-diga che, secondo i Figli della Foresta, erano parti degli dèi stessi. I Figli della Foresta, per reagire, usarono la loro magia per impedire ad altri popoli di giungere nella loro terra, distruggendo così il Braccio di Dorne e scatenando una guerra sanguinosa. I Primi Uomini erano, però, più forti e alti dei Figli della Foresta e conoscevano la lavorazione dei metalli, soprattutto del bronzo, oltre ad aver portato con loro animali sconosciuti come il cavallo, intimorendo, così, i Figli della Foresta.
Quando la guerra volse a favore dei Primi Uomini, i Figli della Foresta chiesero l'armistizio. Il trattato consistette nella promessa che i Figli della Foresta non avrebbero rivendicato i territori al di fuori delle loro foreste, mentre i Primi Uomini non avrebbero più abbattuto gli Alberi-diga. La pace durò 4.000 anni, durante i quali iniziò un periodo di collaborazione tra i due popoli. A questo punto, i Primi Uomini si convertirono alla religione dei Figli della Foresta, che veneravano gli Antichi Dèi.
All'arrivo della Lunga Notte e gli Estranei attaccarono gli uomini, entrambi i popoli si unirono per combatterli, riuscendo a respingerli nell'estremo nord, durante la Battaglia dell'Alba. Secondo le leggende diffuse ad Essos, ciò accadde grazie ad un eroe leggendario, passato alla storia come “l'ultimo eroe”, ovvero Azor Ahai, che riuscì a sconfiggere gli Estranei grazie ad una spada magica, detta Portatrice di Luce.
Circa 6.000 anni prima dell'inizio della saga, gli Andali invasero Westeros, scatenando una guerra che durò per centinaia di anni. Alla fine, gli Andali conquistarono tutto il Sud di Westeros, lasciando solamente il Nord all'ultima casata dei Primi Uomini ancora in piedi: gli Stark, i Re del Nord.
I Primi Uomini parlavano l'Antica Lingua, una lingua dalle tonalità dure, parlata ancora oggi dai bruti, che da essi discendono, e dai giganti, la cui caratteristica principale era nei termini sempre corti ed essenziali. Conoscevano la scrittura e utilizzavano segni simili a rune. Militarmente usavano spade in bronzo e grandi scudi di cuoio e sapevano cavalcare i cavalli in battaglia. Erano nomadi e avevano particolare rispetto per le leggi dell'ospitalità: i padroni di casa erano tenuti a servire il pane e il sale all'arrivo degli ospiti che, una volta mangiato, ricevevano protezione. Quando un uomo veniva giustiziato, il boia doveva essere lo stesso uomo che aveva pronunciato la sentenza, usanza ancora seguita dagli Stark.

### Andali
Gli Andali sono un popolo antico che invase Westeros circa 6.000 anni prima dell'inizio della saga. Essi traggono il loro nome dalle colline di Andalos, situate nel continente orientale di Essos, dove si dice furono visitati dagli spiriti dei loro dèi.
Circa 6.000 anni prima dell’inizio della saga, gli Andali salparono verso ovest, sbarcando a Westeros. Appena arrivati, cominciarono a distruggere gli Alberi-diga ed a scontrarsi con i re dei Primi Uomini. Dopo una sanguinosa guerra che durò centinaia di anni, gli Andali conquistarono sei dei Sette Regni, lasciando in mano ai Primi Uomini solamente il regno del Nord, governato dagli Stark.
La cultura degli Andali ha fortemente influenzato quella degli abitanti dei Sette Regni. Furono infatti gli Andali a portare il culto dei Sette Dèi a Westeros e, con esso, anche alcune tradizioni, come quella dei Cavalieri. Gli Andali portarono anche la lingua comune e la scrittura vera e propria, che si sostituì alle rune dei Primi Uomini.
La religione che gli Andali portarono nei Sette Regni era un politeismo che venerava Sette Dèi: la Madre, il Padre, il Guerriero, il Fabbro, la Fanciulla, la Vecchia e lo Sconosciuto, ovvero la morte. Il sette fu da sempre un numero sacro, per loro. Simbolo di questa religione è la stella a sette punte che i guerrieri Andali si dipingevano sul petto. Il loro libro sacro è chiamato, per l’appunto, "Stella a Sette Punte".

### Dorniani
I dorniani sono gli abitanti di Dorne, il più meridionale dei Sette Regni del continente occidentale. Noti per il temperamento passionale e l'atteggiamento disinibito nei confronti della sessualità, sono guardati con rivalità e diffidenza dai lord dell'Altopiano loro vicini.
La cultura dorniana fonde usi e costumi dei Primi Uomini e degli Andali, rispecchiando tuttavia principalmente le tradizioni dei Rhoynar, civiltà immigrata a Dorne per sfuggire alle mire espansionistiche di Valyria. L'influenza di questo antico popolo emerge chiaramente nella considerazione riservata alle donne, le quali dispongono di diritti pari a quelli degli uomini in termini di eredità e non solo: a Dorne il primogenito, a prescindere dal sesso, può ereditare il titolo di re o regina, di principe o principessa, di lord o lady.
I dorniani si dividono in tre categorie:
- I primi sono i dorniani del sale, che vivono sulla costa: sono i discendenti dei Rhoynar e, anche se hanno dimenticato la lingua madre nel corso dei secoli, essa continua a sopravvivere nel loro accento. Flessuosi e dalla pelle olivastra, hanno lunghi capelli neri. Sono perlopiù marinai e pescatori.
- I secondi sono i dorniani della sabbia, che vivono in villaggi costruiti lungo i corsi d'acqua, oppure da nomadi, spostandosi da un'oasi all'altra.
- I terzi sono i dorniani della roccia, che popolano i passi delle Montagne Rosse. Hanno sia sangue andalo, sia dei Primi Uomini, di conseguenza assomigliano agli abitanti dei regni più a nord, sia nell'aspetto che nelle usanze. Hanno capelli biondi o castani e volti lentigginosi o arrossati dal sole, anziché abbronzati come quelli dei dornaini della sabbia.

### Uomini di Ferro
Gli Uomini di Ferro sono originari delle Isole di Ferro, un gruppo di isole situato al largo della costa occidentale di Westeros. Sono fieri uomini di mare e la loro supremazia navale era un tempo incontrastata. La loro reputazione di “terrore dei mari” deriva dalla loro antica abitudine di razziare e saccheggiare le regioni occidentali e meridionali: questa loro pratica prende il nome di "Antica Via".
Nelle battaglie in mare, gli Uomini di Ferro cercano sempre di abbordare le navi nemiche e massacrarne l’equipaggio, mentre a terra colpiscono con velocità e poi scappano prima che la milizia locale si possa riorganizzare. 
Le Isole di Ferro sono state popolate dai Primi Uomini migliaia di anni fa. Essendo isolati dal resto del continente occidentale, gli Uomini di Ferro non hanno accettato il culto degli Antichi Dèi della foresta e nemmeno quello dei Nuovi Dèi degli Andali, ma hanno creato la loro religione personale, fondata sul Dio Abissale. Nonostante ciò, quando hanno invaso il continente occidentale e conquistato le Isole di Ferro, gli Andali si sono mescolati ai nativi. Quindi una parte della popolazione locale si è convertita al Culto dei Sette Dèi, che però non ha comunque preso piede completamente sulle Isole di Ferro. 
Gli Uomini di Ferro hanno raggiunto l’apice del loro potere circa quattro secoli prima dell'inizio della saga. Comandavano sulle Terre dei Fiumi e su buona parte della costa occidentale di Westeros ma, dopo la Guerra di Conquista di Aegon Targaryen, gli Uomini di Ferro vennero ricacciati verso le loro isole e divennero sudditi dei Sette Regni per circa trecento anni, fino a cinque anni dopo la Guerra dell’Usurpatore, quando insorsero nuovamente nel tentativo di restaurare l’Antica Via.

### Valyriani
I valyriani sono la popolazione che abitava un tempo sulla penisola di Valyria. In principio erano una popolazione pacifica, dedita all'agricoltura e all'allevamento, fino a quando non scoprirono l'esistenza dei draghi nella zona dei Quattordici Fuochi, un'area vulcanica situata nei pressi della loro città. I valyriani riuscirono ad addomesticare i tanto temuti draghi e a trasformarli in armi da guerra, grazie ad incantesimi e magie.
Grazie ai draghi, i valyriani riuscirono a sottomettere quasi tutta Essos e a creare quello che viene ricordato come l'Impero di Valyria, un'oligarchia retta dalle 40 famiglie più ricche ed influenti della penisola: i cosiddetti Signori dei Draghi, tra i quali figuravano anche i Targaryen. Ovviamente, i Signori dei Draghi erano chiamati in tal modo perché in grado di domare e cavalcare i selvatici draghi. Erano dotati di notevole bellezza, con occhi viola e capelli argentei. Fra loro esisteva la consuetudine di sposarsi tra consanguinei per preservare il puro sangue valyriano.
I valyriani erano anche maestri nell'arte magica dell'acciaio, capaci di forgiare lame indeformabili nel tempo. Con la caduta dell'Impero, a seguito del Disastro, l'Acciaio di Valyria divenne raro e preziosissimo.

### Estranei
Gli Estranei (Others), detti anche Ombre Bianche (White Walkers), sono esseri soprannaturali, creduti una leggenda dalla maggior parte degli abitanti dei Sette Regni.
Gli Estranei vivono a nord della Barriera, l'immenso muro di ghiaccio che separa il mondo civilizzato dalle primitive terre del gelo. Popolo barbaro di guerrieri quasi invincibili, hanno più volte attaccato gli umani durante i lunghi inverni, che per loro corrispondono ai periodi di caccia.
Secondo le leggende, gli Estranei apparvero per la prima volta durante un inverno durato una generazione. Solo i Guardiani della Notte riuscirono a sconfiggerli ma, dopo di ciò, queste creature vennero dimenticate, rimanendo presenti solo in favole per bambini e in alcuni proverbi e modi di dire (come, ad esempio: "Gli Estranei lo portino alla dannazione!" o "Gli Estranei se lo prendano!").
Gli Estranei sono creature simili agli umani e presumibilmente intelligenti. Si presentano come esseri umanoidi alti e magrissimi, dalla pelle bianchissima e livida come alabastro e con gli occhi azzurro intenso; sono incredibilmente leggeri (non lasciano orme sulla neve su cui camminano) e si muovono in modo velocissimo ed elegante. Questi esseri indossano armature che si "increspano" come l'acqua ad ogni movimento, cambiando colore dal bianco al nero: l'armatura consente loro di mimetizzarsi con l'ambiente ghiacciato dell’Estremo Nord. Sono armati di spade lunghe e sottili, fatte di un materiale simile al cristallo, che emana luce azzurra; le loro spade sono in grado di rompere l'acciaio. La loro carne brucia e sublima al contatto con l'ossidiana ("vetro di drago").
Gli Estranei sembrano non provare dolore fisico, né sentimenti umani; hanno anche il potere di resuscitare i morti, umani e non: cavalcano cavalli non-morti e combattono insieme ad animali non-morti, come ad esempio gli orsi polari o lupi. Insieme a loro, si possono anche trovare ragni di ghiaccio grandi come cani da caccia. Parlano una lingua sconosciuta, forse la vecchia lingua dei Figli della Foresta, che pronunciata da loro suona come lo spaccarsi del ghiaccio.
Nei romanzi, l'arrivo degli Estranei è preceduto da un'ondata di freddo innaturale.
Secondo le vecchie storie, gli Estranei arrivano durante tempeste di neve, quando il freddo è veramente pungente. Quando, però, arriva il cielo sereno e il clima si fa caldo, si sciolgono. Hanno paura del sole e, per questo motivo, escono soprattutto di notte, anche se alcuni credono che sia il loro arrivo a portare la notte ed il freddo.
Melisandre di Asshai pensa che gli Estranei siano i servi del Signore del Buio, dio delle tenebre e del freddo, in contrasto con il Signore della Luce, R'hllor.
Gli Estranei appaiono per la prima volta nel prologo del primo libro della saga.

### Non-morti
Gli estranei hanno la capacità di resuscitare i morti. Il morto, una volta rinato, diventa un vero e proprio zombi, senza volontà propria, che obbedisce solo agli ordini degli Estranei.
L'aspetto dei cadaveri resuscitati dipende dallo stato di decomposizione e congelamento del cadavere quando viene trovato: alcuni sono totalmente deformati, mentre altri sono simili a uomini. I non-morti, però, assumono caratteristiche particolari, che li rendono immediatamente distinguibili: occhi azzurri, pelle pallidissima, corpi gonfi, mani e piedi neri; anche se viene loro mozzato un arto, esso continua a muoversi autonomamente.
I non-morti non provano dolore né sentimenti e possono essere uccisi dal fuoco. Per evitare che si trasformino in non-morti, infatti, i bruti bruciano i cadaveri delle loro genti.

## Flora e fauna
Importante, nel mondo delle Cronache, è il ruolo di diversi animali, ad esempio il cavallo, animale-chiave nella cultura dei Dothraki, o il corvo, utilizzato nei Sette Regni come messaggero (al pari del nostro piccione viaggiatore).
Oltre agli animali comuni, l'universo creato da Martin ospita una serie di bestie che nel nostro mondo sono mitologiche o estinte.

### Meta-lupi
I meta-lupi (Direwolf) sono animali rari che vivono oltre la Barriera; si tratta di enormi canidi, simili a lupi, ma dotati di una spiccata intelligenza.
Rispetto ai normali lupi, hanno la testa più grossa, gambe più lunghe rispetto al corpo, muso e mascella più asciutti e pronunciati.
I ragazzi della Casa Stark hanno un meta-lupo a testa: Robb ha Vento Grigio, Sansa ha Lady, Arya ha Nymeria, Bran ha Estate, Rickon ha Cagnaccio e Jon Snow ha Spettro, l’unico albino della cucciolata.

### Mammut
I mammut sono pachidermi che vivono oltre la Barriera.
I bruti e i giganti li usano come bestie da soma o come cavalcature in guerra.

### Uri
Gli uri sono grossi bovini, usati come bestie da soma.

### Pantere-ombra
Le pantere-ombra (Shadowcat) sono grossi felini neri striati di bianco, estremamente feroci, che vivono nelle montagne che circondano la Valle di Arryn o anche oltre la Barriera.

### Draghi
I draghi sono enormi rettili alati in grado di sputare fuoco e sono quasi estinti in tutto il mondo conosciuto.

### Manticore
Le manticore sono piccoli animali provenienti dalle terre di Essos; il disegno presente sul corpo di questi animali ricorda un volto umano, per il resto somigliano ad un grosso scorpione, anche se riescono a ripiegarsi su loro stesse per apparire come innocui scarabei.
Emettono fischi mentre attaccano.
Il veleno di manticora è uno dei più potenti che esistano al mondo.

### Hrakkar
Nome Dothraki usato per intendere i leoni bianchi che si aggirano nelle terre intorno a Vaes Dothrak.

### Vacche di mare
Le vacche di mare sono mansueti mammiferi marini, paragonabili ai nostri dugonghi.

### Lucertola-leone
Questo animale, nella saga, viene chiamato con un nome diverso, ma è assimilabile ad un animale conosciuto anche nel nostro mondo: il coccodrillo.

### Hranna
È il nome Dothraki usato per indicare l'unica pianta, ovvero un'erba, che forma il cosiddetto Mare Dothraki.
Ha la caratteristica di cambiare colore a seconda della stagione in cui ci si trova: rossa in primavera, a causa dei fiori purpurei che sbocciano, verde e poi, con l'arrivo della stagione secca, color bronzo antico.

## Magia
La magia è presente nel mondo delle Cronache del ghiaccio e del fuoco, nonostante sia quasi del tutto svanita.
Agli albori del mondo, la magia era molto potente e molto praticata, legata a creature magiche come i basilischi e, soprattutto, i draghi. Dopo l'estinzione di questi ultimi, la magia iniziò a deperire.
Poiché i principali segreti della magia erano stati persi dopo la fine dei principali praticanti di essa (i Figli della Foresta erano spariti, l'antica Valyria era stata distrutta dal disastro), gli ultimi praticanti della magia furono negromanti, maegi, sacerdoti di Essos e alchimisti di Westeros. La loro magia, però, fu molto indebolita dalla scomparsa dei draghi, risultando di poco superiore a guarigioni o a giochi di prestigio. Quando, però, Daenerys Targaryen risvegliò tre draghi, la magia ritornò al suo stadio originale, rendendo molto più potenti gli alchimisti e i maghi di ogni tipo, tra i quali i sacerdoti rossi del Dio R'hllor.
I membri dell'Ordine degli Alchimisti conoscono alcuni rituali magici utilizzati per la produzione dell'altofuoco e, probabilmente, alcuni fabbri in grado di lavorare l'acciaio di Valyria hanno alcune conoscenze arcane.

### Metamorfi e Oltre-vedenti
Un metamorfo è una persona che ha l'abilità di entrare nella mente di un animale e controllarne le azioni; fare ciò risulta molto più semplice se tra il metamorfo e l'animale esiste un legame.
Un metamorfo non addestrato può entrare nella mente di un animale senza rendersene conto, soprattutto quando dorme e se tra la persona e l'animale c'è un legame. Se l'animale viene ucciso mentre il metamorfo si trova nella sua mente, esso può subire un forte trauma, mentre se un metamorfo viene ucciso quando la sua mente si trova in un animale, parte della coscienza del metamorfo rimane nella bestia.
Presso il popolo libero dei bruti, prendere il possesso di un essere umano da parte di un metamorfo è considerato un abominio.
Un oltre-vedente, anche conosciuto come Veggente Verde, è il nome con cui si indicano i principali sacerdoti dei Figli della Foresta, le cui magiche abilità includono il potere di controllare la natura e di avere visioni profetiche, chiamate Visioni dell'Oltre o Sogni Verdi. Un uomo su mille nasce metamorfo, mentre un metamorfo su cento può essere un Oltre-Vedente.

### Maegi
Una maegi è una donna del continente di Essos che pratica la magia del sangue, un tipo di magia molto potente, ma che gode di una reputazione terribile. I Dothraki la disprezzano e sostengono che le maegi giacciano con i demoni.
Le maegi hanno anche l'abilità di predire il futuro attraverso una goccia di sangue.
Secondo Mirri Maz Duur, la parola Maegi vuol dire "saggio".

## Religioni

### Antichi Dei
Gli Antichi Dèi sono le divinità venerate dai Figli della Foresta. Sono chiamate "Antichi Dèi" poiché, dopo l'invasione degli Andali, il loro culto è stato sostituito da quello dei Sette Dèi, sopravvivendo solo al Nord. Le uniche eccezioni presenti al Sud sono l'Isola dei Volti, situata al centro del lago conosciuto come l’Occhio degli Dèi e Raventree, residenza di Casa Blackwood, una delle pochissime Case note del Sud a venerare ancora gli Antichi Dèi.
Diverse azioni, come ad esempio l'incesto, il fratricidio e la schiavitù, sono ritenuti offensivi per gli Antichi Dèi. Di fondamentale importanza per i credenti di questa religione sono le leggi dell'ospitalità, che vengono seriamente rispettate.
Il culto degli Antichi Dèi è una sorta di animismo. Non ci sono né sacerdoti, né testi sacri e praticamente i riti di culto sono nulli. Si tratta di una religione tribale, passata di generazione in generazione. L'unica forma di preghiera è quella fatta vicino ad un Albero-diga.

#### Alberi-diga
La religione degli Antichi Dèi vuole che gli spiriti venerati possano vedere il nostro mondo attraverso dei volti che i Figli della Foresta hanno scolpito su degli alberi della specie conosciuta come Alberi-diga, per l’appunto caratterizzati da una corteccia bianchissima e foglie sempreverdi color rosso scuro.
Gli ultimi Alberi-diga presenti sul continente occidentale sono contenuti nei cosiddetti Parchi degli Dèi, boschetti sacri situati all'interno dei castelli dei signori di Westeros. Altri Alberi-diga sono rimasti al di là della Barriera.
Si dice che il sospiro del vento e il fruscio delle foglie siano gli Antichi Dèi che parlano ai loro fedeli. Le preghiere, i matrimoni e i giuramenti avvengono dinnanzi agli Alberi-diga. Il significato dei volti scolpiti sulle loro cortecce è però sconosciuto.
Una volta, tutte le case nobili di Westeros avevano un Parco degli Dèi con un Albero-diga posizionato nel centro, chiamato Albero del Cuore, ma molte famiglie che non credono negli Antichi Dèi hanno ormai convertito i propri Parchi degli Dèi in giardini secolari.
Si dice che gli Antichi Dèi abbiano potere solo in presenza di Alberi-diga e, data la distruzione della maggior parte di essi nel Sud, lì gli Antichi Dèi non hanno alcun potere.

### Sette Dei
Il Culto dei Sette Dèi (Faith of the Seven) è la religione più diffusa nei Sette Regni, anche conosciuta come quella dei Nuovi Dèi (The New Gods), per distinguerla da quella degli Antichi Dèi. Al centro del culto ci sono i sette volti di un'unica entità divina, tre maschili, tre femminili e uno neutro:
- Il Padre (Father) rappresenta il giudizio ed è pregato per la giustizia. Decide la lunghezza delle vite mortali ed è rappresentato con la barba.
- La Madre (Mother) rappresenta la maternità ed è pregata per la fertilità o la compassione. Incarna il concetto di misericordia ed è rappresentata con un sorriso amorevole.
- Il Guerriero (Warrior) rappresenta la guerra e viene pregato prima delle battaglie, per ottenere il coraggio necessario e la vittoria. Porta una spada.
- La Fanciulla (Maiden) rappresenta l'innocenza e la castità ed è pregata per donare e proteggere le virtù di una fanciulla.
- Il Fabbro (Smith) rappresenta l'artigianato e il lavoro e viene pregato per richiedere la forza necessaria per un duro lavoro. Porta con sé un martello.
- La Vecchia (Crone) rappresenta la saggezza, porta una lanterna d'oro vivido ed è pregata per trovare la giusta via.
- Lo Sconosciuto (Stranger) rappresenta la morte e l'ignoto. Pregato raramente e di solito da emarginati.

Il numero degli dei, in questo culto, non è casuale: il numero sette è considerato sacro. Si sostiene che ci siano sette cieli, sette inferi e sette sacre costellazioni nel cielo.
Questa religione è la religione ufficiale dei Sette Regni. Tracce di questo culto si trovano anche nelle leggi ufficiali. Uno dei principali testi sacri è la "Stella a Sette Punte". I Sette Dèi sono venerati in templi a loro dedicati.
Il clero è diviso in septon (i sacerdoti) e in septe (le sacerdotesse), che tendono a svolgere funzioni diverse, soprattutto all'interno delle corti delle famiglie che servono. La figura delle septa, per esempio, è associata all'educazione delle giovani fanciulle.
Questa fede è regolata dal Consiglio dei Più Devoti e delle Più Devote, che risiede nel Tempio di Baleor, situato ad Approdo del Re, e che viene presieduto dall'Alto Septon, scelto dal consiglio tramite elezione.
Generalmente, l'Alto Septon viene eletto tra i membri dei Più Devoti, ma questo non è un requisito necessario, infatti in passato sono stati eletti a questo titolo membri esterni a tale gruppo.
Nel corso degli anni sono nati degli ordini monastici, ognuno focalizzato in un aspetto particolare della divinità: l'Ordine delle Sorelle del Silenzio, per esempio, è devoto allo Sconosciuto e si prende cura degli aspetti funebri.

#### Credo Militante
Il Credo Militante, un tempo, era la forza armata del Culto dei Sette Dèi e comprendeva due ordini militari, entrambi devoti al Culto dei Sette. Essi erano:
- I Figli del Guerriero, che sono un ordine di cavalieri che hanno rinunciato alle loro terre per combattere al servizio dei Sette. Indossano il cilicio, che coprono con un'armatura intarsiata d'argento, mantelli dalla fantasia arcobaleno ed utilizzano spade il cui pomo è una stella a sette punte. Sono molto conosciuti per il loro fanatismo religioso, che li porta ad odiare ogni infedele. Rappresentano la ‘spada’ de La Spada e Le Stelle.
- I Poveri Compagni sono un ordine più umile, formato da cittadini comuni, sia uomini che donne. Agiscono come se fossero la controparte militare dei reietti. Essi viaggiano per i regni scortando pellegrini per i templi. Usano qualsiasi arma riescano a trovare, di solito asce o mazze, e portano con sé scudi a forma di stella, rossi o bianchi. Rappresentano le ‘stelle’ de La Spada e Le Stelle.

Questi due ordini, nel corso della storia, crearono problemi all'interno delle famiglie nobili e vennero brutalmente repressi da re Maegor il Crudele, che li sciolse definitivamente e vietò che uomini del clero brandissero armi.
Durante la Guerra dei Cinque Re, i templi dedicati ai Sette Dèi vengono saccheggiati e i membri del clero feriti o uccisi. Per fuggire agli orrori del conflitto e portare al Trono di Spade le testimonianze delle crudeltà avvenute ai danni dei confratelli, molti poveri si incamminano verso la capitale per chiedere la protezione del re, portando con loro i resti dei fedeli uccisi. Questi individui si soprannominano "Passeri", poiché il passero è uno degli uccelli più comuni e coloro che marciano in nome della fede sono i più umili e comuni tra gli uomini. Dopo che Cersei Lannister annulla l'editto di Maegor e permette al Credo di ri-armarsi, i Passeri si uniscono in massa ai Poveri Compagni.

### Il Signore della Luce
R'hllor, detto anche "il Signore della Luce", è un dio venerato nel continente di Essos, con pochi seguaci in Westeros, nonostante il suo culto si stia diffondendo.
La religione si basa su una visione dualista del mondo: secondo questa religione, il destino del mondo è conteso tra due divinità, ovvero R'hllor, il bene, signore della luce e della vita, e la sua antitesi, Colui il cui nome non dev'essere pronunciato, il signore del buio, il male, la morte, le tenebre.
I sacerdoti di questa religione sono detti "Preti Rossi" per via dei loro mantelli color porpora. Possono essere sia maschi che femmine. Ad Est, spesso, sono schiavi comprati dai templi. Tali sacerdoti sembrano in grado di controllare l’elemento del fuoco, al fine di ricoprire le loro armi di fiamme o di utilizzare il fuoco per attaccare i nemici.
Ogni sera si accendono fuochi sacri e i sacerdoti cantano preghiere nei templi, chiedendo a R'hllor di riportare l'alba sul mondo. I seguaci di questa religione spesso osservano le fiamme, poiché credono che esse possano mostrare loro il futuro.
Si ritiene che R'hllor, a volte, risponda alle preghiere dei suoi seguaci con la concessione di visioni e particolari capacità, come la resurrezione dei morti. Tuttavia, la persona resuscitata può avere difficoltà a ricordare le parti della sua vita passata, oppure può mostrare un cambiamento nella personalità. Alcuni riti eseguiti dai sacerdoti rossi includono l'immolazione sacrificale.
Il culto di R'hllor è una tradizione religiosa del continente di Essos, ma non ha guadagnato molta popolarità in Westeros. Per diffondere il culto anche in Westeros, i Preti Rossi cercarono di impressionare re Aerys II con le magie, ma il tentativo fallì miseramente.
Come gli altri tipi di magia, la magia di R'hllor si indebolì dopo la fine dei draghi ma, con il loro ritorno ad opera di Daenerys, le capacità dei sacerdoti di R'hllor si sono rafforzate.

#### Azor Ahai
Secondo il Culto di R’hllor, lo scontro tra bene e male finirà quando Azor Ahai, anche noto come l'Ultimo Eroe, una figura simile ad un messia, resusciterà e affronterà gli Estranei grazie alla Portatrice di Luce, una spada magica che recupererà dal mondo degli uomini.
La leggenda di Azor Ahai risale ad un'epoca in cui il mondo era avvolto in profonde tenebre, tra le quali camminavano le Ombre Bianche, anche note come Estranei. Per opporsi all'oscurità e al gelo, Azor Ahai forgiò una spada magica. Così, per 30 giorni e 30 notti, il nostro eroe creò dai fuochi sacri una lama prodigiosa, ma essa si disintegrò una volta immersa nell'acqua, per essere temprata. Azor Ahai decise dunque di ritentare e lavorò alla nuova lama per 50 giorni e 50 notti, per temprarla decise poi di immergerla nel cuore di un leone, ma anche questa lama si disintegrò. Alla fine, con dolore, decise di utilizzare, per temprare la lama su cui aveva lavorato 100 giorni e 100 notti, il cuore di sua moglie, Nissa Nissa. La nuova spada fu così temprata e pronta per essere usata in battaglia per sconfiggere il male supremo, il Dio Estraneo.

### Il Dio Abissale
Il culto del Dio Abissale è un monoteismo diffuso solo nelle Isole di Ferro, resistito all'invasione degli Andali, poco sentita in queste isole.
Come gli stessi abitanti delle Isole di Ferro, il Dio Abissale è un dio duro e, spesso, crudele.
Il culto di un Dio Marino testimonia, appunto, l'importanza della vita marittima e piratesca sulle Isole di Ferro.
Si dice che questa divinità abbia creato il mondo con stupri e conquiste, anche qui rispecchiando le tradizioni delle Isole di Ferro e, soprattutto, la vecchia regola che faceva sì che gli abitanti delle isole fossero guerrieri e pirati, lasciando lavorare come contadini e minatori gli schiavi.
Il male è definito "Dio della Tempesta", un dio che risiede all'interno delle nuvole portando il vento e, appunto, le tempeste; i corvi sono suoi messaggeri. Si dice che queste due divinità siano nate per combattersi e, quando si incontrano, si fanno guerra, provocando maremoti, fulmini ed onde.
Si dice che tutti i devoti al Dio Abissale, in caso di annegamento, saranno accolti nel palazzo sottomarino del Dio Abissale da sirene dedite ad esaudire i loro desideri e i loro piaceri.
Il “battesimo” è un rito che servirebbe ad impregnare il corpo del neonato di sale e consacrarlo al Dio Abissale. Il neonato viene immerso in acqua salata fino a farlo "morire", ovvero causandogli un principio di annegamento. Successivamente, il neonato viene risvegliato con pratiche cardiache e unto da un sacerdote che deve pronunciare le parole: "Lascia che il tuo servo nasca di nuovo dal mare, come lo siamo stati; benedicilo con il sale, benedicilo con la pietra, benedicilo con l'acciaio" a cui si risponde: "Ciò che è morto non muoia mai." Il sacerdote, a questo punto, conclude con "Ciò che è morto non muoia mai, ma si rialzi, più forte e vigoroso".
I sacerdoti di questo culto sono chiamati anche "Uomini Annegati", perché vengono "annegati" una seconda volta e, stavolta, tenuti in acqua più a lungo, in modo che non tutti sopravvivano. Gli "Uomini Annegati" indossano vesti verdi, grigie e blu, i colori del Dio Abissale. Uno dei compiti principali dei sacerdoti è quello di battezzare le nuove navi invocando il Dio Abissale, versando acqua di mare sulle prue e pregando. I sacerdoti del Dio Abissale non possono versare sangue di abitanti delle Isole di Ferro, ma possono sempre annegarli o strangolarli.

### Dio dai Mille Volti
(George R. R. Martin, "L'ombra della profezia")
Il Dio dai Mille Volti è una divinità venerata dalla setta di assassini conosciuta, ironicamente, come "Uomini Senza Faccia" o "Uomini Senza Volto" della Città Libera di Braavos. Non è noto se questa città sia l'unica con una sede della setta, ma al momento è l'unica conosciuta.
Questa setta è composta da assassini professionisti, i più efficaci e silenziosi, ma anche i più costosi dei continenti di Westeros ed Essos.
Questo culto racchiude gli dèi di molti credi sparsi nel mondo.
Gli adoratori del Dio dalle Molte Facce credono che la morte sia una misericordiosa fine delle sofferenze. Così, i suoi adoratori dicono di portare, sotto compenso, questo "dono" alle persone sofferenti.
Nel tempio della Gilda, coloro che cercano fine alla sofferenza possono bere da una tazza nera riempita di veleno che garantisce una morte indolore. Gli Uomini Senza Volto, però, credono di poter portare il "dono" solo se è qualcun altro a chiederglielo e, per questo motivo, non uccidono di propria iniziativa.
Secondo i racconti dei sacerdoti, il primo Uomo Senza Faccia viveva nell'Antica Valyria, nelle miniere delle montagne di fuoco conosciute con il nome di Quattordici Fuochi. Qui vi lavoravano migliaia di schiavi provenienti dalle conquiste dei Signori dei Draghi o schiavi locali che venivano fatti lavorare in condizioni disumane, affrontando turni massacranti in un ambiente caldissimo e malsano, sotto la continua minaccia dei wymir, i vermi del fuoco, tanto che le rivolte erano all'ordine del giorno. Nessuna di queste rivolte, però, riuscì mai nel suo intento, infatti ogni volta venivano spezzate dalla magia e dai draghi dei Signori dell’Impero di Valyria.
Non si conosce se il primo Uomo Senza Faccia fosse uno schiavo o un carceriere, si sa solo che un giorno, colpito dalle sofferenze degli schiavi, capì quello che tutti loro invocavano, in mille lingue diverse e in mille volti diversi, ovvero la morte. Così si diede al servizio di quel Dio dalle Molte Facce e portò il dono della morte a tutti coloro che lo richiedevano. Un giorno, però, udì una preghiera diversa, la preghiera di uno schiavo che invece di chiedere il dono per sé chiedeva la morte di uno dei carcerieri. Così il Senza Faccia incominciò a portare il dono presso i valyriani. Quando ebbe concluso il suo incarico, il Senza Faccia si rivelò allo schiavo e questo si unì a lui. Nacque così l'Ordine degli Uomini Senza Faccia.
Nei libri della serie, l'Ordine degli Uomini Senza Faccia vive alla luce del sole ed è conosciuto ampiamente sia a Westeros che ad Essos, tanto da avere una Casa, in cui poter essere contattato, nella Città Libera di Braavos, detta la Casa del Bianco e del Nero.
Gli Uomini Senza Volto sono conosciuti come i più abili assassini del mondo, tanto che il Gran Maestro Pycelle propone a re Robert di assoldarli per ordinare l'omicidio di Daenerys. Lo stesso Ditocorto, parlando con Eddard, riconosce che, se fossero stati assoldati, la giovane erede della Dinastia del Drago avrebbe potuto essere considerata già morta. La proposta di Pycelle viene però rifiutata, perché Petyr, Maestro del Conio, convince re Robert che il Tesoro Reale, già pesantemente indebitato, non sarebbe stato in grado di reggere il costo.
L'Ordine sembra avere un legame particolare con la popolazione della Città Libera di Braavos, tanto che i suoi abitanti sono sempre pronti a fornire loro aiuto. Questo fatto è ben descritto quando Arya cerca di imbarcarsi su una nave braavosiana: il comandante rifiuta, Arya non ha argento a sufficienza per pagare la traversata ma, alla vista della moneta di ferro e all'udire la frase Valar Morghulis (che in Alto Valyriano significa: tutti gli uomini devono morire), accetta di portare la giovane a Braavos.
Sembra comune rispondere alla frase Valar Morghulis con la formula Valar Dohaeris (tutti gli uomini devono servire), come se fossero delle frasi in codice o formule sacre.

### Il Grande Stallone
Il cavallo ha un ruolo così importante, nella religione dei Dothraki, che è l'unica divinità riconosciuta dal popolo nomade che abita le pianure centrali di Essos.
A differenza di altri popoli, i Dothraki non riservano templi ne innalzano preghiere periodiche o rituali alla loro divinità. Secondo le credenze Dothraki, la fine del mondo giungerà quando l'erba fantasma originaria della Terra delle Ombre ricoprirà tutto il mondo, impedendo ad altre piante di nascere e causando quindi la morte degli animali.
Vaes Dothrak è l'unica città del popolo Dothraki ed è anche il loro unico luogo sacro conosciuto. Si trova sotto le pendici della Madre delle Montagne e nelle vicinanze del Grembo del Mondo, lago dal quale sarebbe emerso il primo uomo in groppa al primo cavallo.
L'unica popolazione stabile di Vaes Dothrak è il Dosh Khaleen, l'assemblea di tutte le khaleesi rimaste vedove.

#### Lo Stallone che Monta il Mondo
Si tratta della figura messianica annunciata dalle profezie Dothraki. Si tratta del Khal che riunirà tutti i khalasar dei Dothraki in uno solo e li guiderà alla conquista di tutti i popoli della terra.
Ne Il Grande Inverno, seconda parte di A Game of Thrones, il Dosh Khaleen dichiara che il figlio che Daenerys porta in grembo sarà lo Stallone che Monta il Mondo. Il nome che la principessa Targaryen dà al figlio che deve ancora nascere è Rhaego, in memoria di suo fratello Rhaegar. Tuttavia, la profezia Dothraki non si attuerà mai, perché la maegi Mirri Maz Duur lo assassina quando è ancora nel grembo della madre.

### Gli dei di Valyria
Poco o nulla si conosce della religione dei Signori dei Draghi, se non che si trattava di una forma di politeismo. Il motivo di tale mancanza di informazioni è dovuto al fatto che, da dopo il Disastro di Valyria, non sono conosciuti altri popoli che ne seguono le tradizioni. I Targaryen, infatti, erano già all’epoca convertiti al credo dei "Sette Dèi che sono Uno" degli Andali, fin dal tempo della Conquista di Aegon, mentre gli abitanti di Volantis, presentati nei volumi I Guerrieri dei Ghiacci e I Fuochi di Valyria, sembrano dediti per la maggior parte al culto di R'hollor.
Quello che rimane dell'antica religione di Valyria riecheggia nelle canzoni e nelle storie dei Sette Regni tramite i nomi di Balerion, Meraxes e Vhagar, nomi di alcuni degli Antichi Dèi valyriani con cui vennero battezzati i draghi di Aegon e delle sue sorelle.

### Il Capro Nero
Il Capro Nero è la divinità principale della Città Libera di Qohor.
Non si conosce quasi nulla di questa religione, ma sembra che essa sia anche la religione ufficiale della città, in quanto il Capro Nero è rappresentato nelle bandiere e nei simboli di Qohor e dei suoi eserciti.
Varys, Maestro delle Spie della Fortezza Rossa, parla con disprezzo di questa divinità.

## Società e politica
I Sette Regni sono governati da un monarca assoluto che vive nella Fortezza Rossa, situata nella capitale, Approdo del Re.
La società è strutturata sul vassallaggio: ognuno dei Sette Regni è governato da un Lord Protettore che risponde direttamente al sovrano di Westeros, mentre una serie di lord minori sono vassalli del proprio Lord Protettore.
Pur avendo la facoltà di usufruire del potere assoluto, solitamente è consuetudine per il Re limitarsi a regnare, delegando invece il potere esecutivo al Concilio Ristretto: un organo amministrativo guidato dal Primo Cavaliere (una sorta di Primo Ministro).
Il Concilio Ristretto non è elettivo: i membri vengono nominati od esonerati direttamente dal sovrano, che è l'unico ad essere abilitato alla firma su tutte le delibere emesse. Ne deriva che, quanto più un monarca si interessi agli affari di Stato, tanto più il compito del Concilio sia puramente simbolico e burocratico. Al contrario, un sovrano disinteressato (come Robert Baratheon) lascia ampia autonomia decisionale al Concilio.
La casata reale è storicamente sempre appartenuta alla famiglia Targaryen, fino alla Ribellione di Robert, al quale passò la corona.
Per la maggior parte della storia conosciuta, le regioni del continente occidentale sono state regni indipendenti e il numero degli stati sovrani e i loro confini sono cambiati molte volte. Poiché il nuovo regno era molto vasto, dopo la conquista Aegon Targaryen scelse una “casata principale” a lui fedele in ogni regione e garantì una certa autonomia ai Lord Protettori, che possono quindi dominare sui signori minori e sul popolino.
Il continente orientale, invece, è diviso in molte regioni sovrane e città-stato e non presenta una potenza dominante da quando l'Impero di Valyria è crollato, quattro secoli prima degli eventi della saga.

## Organizzazioni

### Guardiani della Notte
La confraternita dei Guardiani della Notte (Night's Watch) presidia e protegge la Barriera, l'imponente muro di ghiaccio che divide i Sette Regni dalle terre selvagge del nord.
«Prendere il nero» significa fare giuramento di povertà, di castità e di fedeltà alla confraternita.

### Guardia Reale
I sette componenti della Guardia Reale (Kingsguard) sono le guardie del corpo del re che siede sul Trono di Spade. Sono di nomina regia e, come tutti i cavalieri, devono prestare un solenne giuramento di difesa dell'onore, ma al quale si aggiunge anche la difesa del re a qualunque costo (anche la vita). Ai loro voti si aggiunge anche quello di castità e la perdita di ogni possesso di terre e titoli, nel caso siano di nobili natali.
Salvo casi eccezionali, il servizio nella Guardia Reale è a vita.

#### Membri
Prima e Durante la Guerra dell'Usurpatore:
- Ser Gerold Hightower: Lord Comandante detto "Il Toro Bianco", originario della Casa Hightower dell'Altopiano. Durante la Rivolta di Robert rimane inizialmente nella Capitale, in seguito gli è affidata la missione di cercare il principe Rhaegar scomparso. Trovato l'erede presso le Montagne Rosse di Dorne, rimane laggiù insieme ai suoi confratelli, ser Arthur Dayne e ser Oswell Whent, a guardia della Torre della Gioia, luogo dove si trovava Lyanna Stark. Ha un breve colloquio con il lord di Grande Inverno prima di affrontare lui e il suo gruppo a duello: nello scontro rimane ucciso
- Ser Arthur Dayne: detto "la Spada dell'Alba". Appartenente alla Casa Dayne di Dorne, è considerato il guerriero più letale dei sette a difesa di Aerys II. Il suo ruolo durante la Ribellione di Robert è sconosciuto, se non per il fatto di essere una delle guardie di Lyanna Stark alla Torre della Gioia. Partecipa allo scontro con i sette uomini del Nord guidati da Eddard insieme ai suoi confratelli, ser Gerold Hightower e ser Oswell Whent, affrontando il lord di Grande Inverno in persona. Il duello sarebbe finito con la sua vittoria, senza l'intervento di Howland Reed, Signore di Torre delle Acque Grigie, che permette ad Eddard di decapitarlo. Il lord di Grande Inverno riporterà la sua spada, Alba, a sua sorella Ashara.
- Ser Oswell Whent: originario della Casa Whent delle Terre dei Fiumi, partecipa insieme a molti suoi congiunti al Torneo di Harrenhal, dimora della sua famiglia. Durante la Ribellione dell'Usurpatore, il suo ruolo è sconosciuto, se non per il fatto di essere una delle guardie di Lyanna a Torre della Gioia, dove rimarrà ucciso insieme ai suoi confratelli, Ser Gerold Hightower e Ser Arthur Dayne, nello scontro con i sette uomini del Nord guidati da Eddard. Jaime ricorda che ser Oswell aveva un umorismo nero.
- Ser Barristan Selmy: detto il Valoroso.
- Ser Jaime Lannister, detto Sterminatore di Re.
- Ser Jonothor Darry: originario della Casa Darry delle Terre dei Fiumi. Durante la Ribellione di Robert raduna, insieme a ser Barristan, i superstiti degli scontri contro l'esercito di Robert e li porta ad unirsi all'esercito che il principe ereditario sta radunando per affrontare i ribelli. Scorta l'erede Targaryen nella Battaglia del Tridente insieme ai suoi confratelli, ser Barristan Selmy e ser Lewyn Martell, ma rimarrà ucciso nel corso della battaglia
- Ser Lewyn Martell: originario della Casa Martell di Dorne, è il fratello della Principessa di Dorne durante il regno di Aerys II e quindi zio di Doran, Elia ed Oberyn. Durante la Ribellione di Robert guida i diecimila dorniani del fianco destro dell'esercito di Rhaegar nella Battaglia del Tridente, dove troverà la morte, ucciso da Lyn Corbray.

Durante il regno di Robert I Baratheon:
- Ser Barristan Selmy: lord comandante, detto il Valoroso.
- Ser Jaime Lannister, detto Sterminatore di Re.
- Ser Boros Blount.
- Ser Meryn Trant: ne Il gioco del trono, durante il massacro degli uomini del Nord, viene incaricato di catturare Arya Stark, ma fallirà per l'intromissione di Syrio Forel, Maestro di Danza ed ex-Primo Spadaccino del Signore del Mare di Braavos.
- Ser Arys Oakheart.
- Ser Preston Greenfield.
- Ser Mandon Moore.

Durante il regno di Joffrey I Baratheon:
- Ser Barristan Selmy: lord comandante, detto il Valoroso. Destituito per anzianità.
- Ser Jaime Lannister: detto Sterminatore di re. Ora Lord Comandante.
- Ser Boros Blount: destituito per codardia, sarà reintegrato da lord Tywin Lannister dopo la Battaglia delle Acque Nere.
- Ser Meryn Trant.
- Ser Arys Oakheart: inviato con la principessa Myrcella a Dorne.
- Ser Preston Greenfield: muore nei disordini che sconvolgono Approdo del Re ne Lo scontro dei re.
- Ser Mandon Moore: a detta di Jaime, è il più pericoloso, dopo di lui, dei sette di Robert, perché il suo sguardo vuoto non fa mai trapelare nulla delle sue intenzione. Ne Lo scontro dei re è scelto insieme ai suoi confratelli, ser Balon Swann e Sandor Clegane, dal Folletto per guidare le sortite dei difensori di Approdo del Re durante la Battaglia delle Acque Nere: durante la battaglia cerca di assassinare Tyrion, probabilmente per ordine di Cersei, ma fallisce per l'intervento dello scudiero di Tyrion, Podrick Payne, e rimane ucciso.
- Ser Balon Swann: un abile cavaliere, nominato più volte nei primi libri. Diventa Cavaliere della Guardia Reale dopo i disordini di Approdo del Re e la morte di ser Preston, partecipando con valore alla Battaglia delle Acque Nere, nella quale viene scelto da Tyrion per guidare le sortite dei difensori.
- Ser Osmund Kettleblack: un mercenario al servizio di Cersei che fa il doppio gioco rivelando a Tyrion i suoi segreti. Nominato prima della Battaglia delle Acque Nere, durante lo scontrò sarà, insieme al suo confratello, ser Meryn Trant, la scorta di Joffrey. Interrogato da Jaime sul suo titolo di cavaliere, afferma di averlo ottenuto da un certo ser Robert Stone quando prestava servizio come mercenario nelle Terre Contese, senza tuttavia convincere il suo comandante.
- Ser Loras Tyrell: detto "il Cavaliere di Fiori". Originario della Casa Tyrell di Alto Giardino nell'Altopiano, prenderà il bianco dopo la Battaglia delle Acque Nere, approfittando del seggio lasciato libero da Sandor Clegane.
- Sandor Clegane: detto "Il Mastino". Unico della Guardia Reale a non essere un cavaliere, viene nominato approfittando del seggio lasciato vacante dopo la destituzione di ser Barristan. Diserterà la Confraternita della Guardia Reale durante la Battaglia delle Acque Nere.

Durante il regno di Tommen I Baratheon:
- Ser Jaime Lannister: detto Sterminatore di re, Lord Comandante. Inviato dalla Regina Cersei nelle Terre dei Fiumi per comandare gli eserciti Lannister e Frey per pacificare la regione.
- Ser Meryn Trant.
- Ser Arys Oakheart, con la principessa Myrcella a Dorne.
- Ser Balon Swann, inviato dalla Regina a Dorne per portare al Principe Doran il teschio di ser Gregor e per svolgere una missione misteriosa. Giunto a Dorne, ser Balon si reca al Castello di Alto Eremo per catturare ser Gerold Dayne, accusato di aver assalito la principessa Myrcella.
- Ser Osmund Kettleblack, imprigionato da ser Kevan insieme ai suoi fratelli con l'accusa di fornificazione con la regina Cersei.
- Ser Loras Tyrell: detto "il Cavaliere di Fiori". Ne Il banchetto dei corvi guida un feroce attacco contro l'isola-fortezza di Roccia del Drago, rimanendo gravemente ferito nello scontro. La sua sorte è incerta.
- Ser Boros Blount: dopo la morte di Joffrey per avvelenamento, Jaime lo nomina assaggiatore reale.
- Ser Robert Strong: un misterioso quanto colossale cavaliere che cela la sua identità dietro un elmo. Viene nominato da ser Kevan su indicazione di Cersei (quando si scopre della morte di ser Arys), appositamente per essere scelto come campione della regina durante il processo intentato dal Credo. A detta di ser Boros e ser Meryn, il misterioso cavaliere non mangia, non dorme, non espelle bisogni corporali e lo stesso Kevan sospetta che non sia del tutto vivo.

### Fratellanza Senza Vessilli
I membri della Fratellanza Senza Vessilli (Brotherhood Without Banners) formano un gruppo di fuorilegge che combatte in nome del defunto re Robert Baratheon.
In questo caso, lo scrittore si è ispirato ai personaggi delle storie di Robin Hood.

#### Membri
- Beric Dondarrion: detto Lord della Folgore, capo dei fuorilegge, morto e resuscitato più volte.
- Thoros di Myr: Prete Rosso del dio R'hllor, conoscitore della magia rossa.
- Edric Dayne: giovanissimo scudiero di lord Beric.
- Lem Mantello di limone (Lem Lemoncloak): guerriero burbero e tetro.
- Tom Settecorde o Tom Sette (Tom Sevenstreams, Tom O'Seven o Tom of Sevenstreams): menestrello donnaiolo.
- Anguy: proveniente dalle Terre Basse di Dorne, abilissimo arciere.
- Harwin: figlio di Mastro Hullen ed ex guardia di Grande Inverno.
- Gendry: detto il Toro (Bull), giovane apprendista fabbro, inconsapevole di essere uno dei figli bastardi di re Robert.
- Catelyn Stark: detta anche Lady Stoneheart, è il nuovo capo dei fuorilegge dopo essere stata resuscitata da lord Beric.

### Bravi Camerati
I Bravi Camerati (Brave Companions) sono una compagnia mercenaria particolarmente crudele e attiva nei Sette Regni. Conosciuti anche col nome di “Guitti Sanguinari”, sono descritti come la feccia del mondo e sono principalmente criminali e reietti provenienti da molti paesi diversi.

#### Membri
- Vargo Hoat: Capo della compagnia, proviene da Qohor. Viene talvolta soprannominato "il Caprone" per il suo elmo a forma di corna di capra.
- Zollo: grasso guerriero dothraki, è colui che taglia la mano a Jaime Lannister.
- Rorge: uno dei criminali che Yoren preleva dalle prigioni di Approdo del Re quando va a cercare nuove reclute per i Guardiani della Notte e parte col gruppo alla volta della Barriera. In seguito, si unisce alla compagnia dei Bravi Camerati. Ucciso da Brienne di Tarth.
- Mordente: uno dei criminali che Yoren preleva dalle celle di Approdo del Re quando va a cercare nuove reclute per i Guardiani della Notte e parte poi col gruppo alla volta della Barriera. In seguito, si unisce alla compagnia dei Bravi Camerati. Ucciso da Gendry.
- Shagwell: menestrello psicotico al seguito della compagnia. Viene ucciso da Brienne.
- Qyburn: maestro decaduto, è il guaritore della compagnia.
- Timeon: proveniente da Dorne, esperto nell'usare la lancia. Viene ucciso da Brienne.

### Compagnia Dorata
La Compagnia Dorata è una compagnia di soldati mercenari fondata da Aegor Rivers, detto "Acreacciaio", figlio bastardo legittimato di re Aegon IV.
Sono considerati la compagnia di mercenari più grande, famosa e costosa di tutte le Città Libere. Nonostante la nota inaffidabilità dei mercenari in generale, la Compagnia Dorata è famosa per non aver mai rotto un contratto: il loro motto è "La nostra parola vale come oro", mentre il loro grido di guerra è “Sotto l’oro, l’acre acciaio’’, un omaggio al loro fondatore.
La Compagnia Dorata è composta da 10.000 uomini, diverse migliaia di cavalli e alcuni elefanti, ed i suoi membri sono tipicamente esuli o figli di esuli.
Lo stendardo della compagnia rappresenta i teschi dei precedenti comandanti immersi nell’oro e appesi su una picca.

### Sorelle del Silenzio
Ordine ecclesiale che prepara gli uomini per la tomba, composto da sole donne, che fanno voto di silenzio.
Le componenti di quest'ordine hanno il viso coperto, in quanto si ritiene porti sfortuna vedere in faccia chi ti accompagna nell'ultimo viaggio.

### Maestri della Cittadella
È un ordine culturale formato da studiosi e scienziati, preparati per elargire consigli alla nobiltà.
Uomini di qualsiasi età e ceto sociale possono essere addestrati per diventare Maestri, mentre alle donne non è permesso unirsi all'ordine e studiare.
Spesso, le famiglie nobili inducono gli ultimi nati ad unirsi all'ordine; a volte, anche i bastardi raggiungono la Cittadella per diventare Maestri e sfuggire al destino di rinnegati.
I Maestri, così come i Guardiani della Notte, sono un ordine dedito a servire il regno intero e, tecnicamente, non possono avere alleanze politiche.
Dopo aver terminato il percorso di studi, ogni Maestro viene assegnato ad un castello, ad una fortezza o ad una tenuta e diventa fedele alla famiglia che la dirige. Qui è mentore, guaritore e consigliere, indipendentemente dai colori della propria casata di appartenenza.
Ogni Maestro indossa sempre, anche quando va a dormire, una catena formata da anelli di vario metallo: ogni metallo rappresenta l'acquisizione della conoscenza in campo specifico. La loro catena rappresenta un costante ricordo del giuramento di servizio a cui hanno deciso di adempiere.
- Oro, per la conoscenza della moneta e della contabilità;
- Argento, per la cura dei malanni;
- Ferro, per l'arte della guerra;
- Acciaio di Valyria, per gli alti misteri;
- Acciaio nero, per la cura dei corvi messaggeri.

### Uomini Senza Volto
Gli Uomini senza volto sono una setta di assassini professionisti adoratori del Dio dai Mille Volti, il dio della morte. Essi credono che la morte sia la fine delle sofferenze, così dicono di portare, sotto compenso, questo "dono" a chi sta soffrendo.
Dell'ordine fa parte solo un gruppo d'élite che viene preparato per compiere questo compito. Le donne ne fanno parte raramente e ancor più raramente decidono di iniziare un bambino all'ordine.
I membri dell'ordine vengono allenati ad usare i loro sensi per riconoscere le menzogne e creare buone coperture; inoltre posseggono, con molta probabilità, abilità magiche che permettono loro di cambiare il proprio aspetto a comando.
Parte del loro allenamento consiste in abbandonare la loro vera identità, riferendosi a loro stessi come “nessuno”.
Gli Uomini Senza Volto si riuniscono nella Casa del Bianco e del Nero di Braavos. Questi conservano anche i volti di coloro che vanno a morire nel santuario e li appendono alle pareti come maschere macabre da usare poi durante le varie uccisioni.

#### Membri
- Jaqen H'ghar: nome usato da un Senza Volto che incontra Arya nel suo viaggio verso la Barriera.
- Uomo Gentile: un sacerdote del Dio dai Mille Volti presente nella Casa del Bianco e del Nero a Braavos e membro degli Uomini Senza Volto. Non rivela il suo nome, è l'unico nel tempio a parlare la Lingua Comune del continente occidentale e sembra essere colui che gestisce il tempio. Si prende carico dell'addestramento di Arya come accolita del Dio dai Mille Volti.
- L'Orfana: è una sacerdotessa del Dio dai Mille Volti presente nella Casa del Bianco e del Nero. Indossa una tunica con un cappuccio bicolore, nero a destra e bianco a sinistra. Nonostante sembri essere una ragazzina, ha in realtà 36 anni. Viene incaricata di insegnare ad Arya la lingua di Braavos e come mentire; a sua volta, Arya deve insegnarle la Lingua Comune del continente occidentale.

### Popolo Libero o Bruti
Con il termine Popolo Libero (Free Folk) ci si riferisce all'insieme di tribù, clan e popolazioni che vivono nei territori oltre la Barriera.
Gli uomini liberi sono composti da decine, centinaia o forse migliaia di persone con altrettante culture, tribù, clan e villaggi differenti. Alcuni di essi sono ragionevolmente educati, mentre altri sono selvaggi ed ostili.
Il Popolo Libero si definisce tale per differenziarsi da coloro che vivono a sud della Barriera, i quali "si inginocchiano" di fronte ad un re e a cui manca la libertà.
La popolazione dei Sette Regni difinisce il Popolo Libero “bruti” e non lo vede di buon occhio, infatti reputa i suoi membri come degli assassini primitivi, stupratori e ladri senza legge.
Grazie al loro isolamento, i bruti riescono ad essere completamente liberi da restrizioni geografiche, da nobili, da re e da leggi che non siano quelle specificatamente scelte da loro; soprattutto, sono liberi di scegliere il leader che più li aggrada.
I bruti credono che gli dèi abbiano creato la terra per essere condivisa da tutti gli uomini e che i re, con le loro corone e le loro armature di ferro, l'abbiano rubata sostenendo che fosse di proprietà loro. Per questo motivo, spesso e volentieri, compiono razzie ai danni del popolo civilizzato dei Sette Regni, riuscendo ad oltrepassare la Barriera o scalandola (impresa molto difficile) o aggirandola via mare.

## Sostanze
Nel corso della saga, i personaggi fanno uso di varie sostanze, spesso a scopo medicinale o per avvelenare.
- Tè della Luna (moonetea): bevanda a base di erbe utilizzata nei Sette Regni e nei territori a nord della Barriera per prevenire gravidanze o procurare aborti. Viene generalmente preparata dai maestri o da donne sagge, utilizzando il fiore del tanaceto, la menta, l’artemisia, un cucchiaio di miele ed una goccia di olio di puleggio.
- Latte di Papavero ("milk of the poppy"): i maestri l’ottengono dal fiore oppiaceo del papavero. Si presenta come una sostanza di colore bianco ed è da ciò che deriva il termine "latte di papavero". Il medicinale, somministrato come anestetizzante in tutto il continente occidentale, è normalmente fatto bere a moribondi o individui gravemente feriti, per donare loro un sonno privo di sofferenza in attesa della fine.
- Altofuoco ("wildfire"): l'Altofuoco è un liquido molto esplosivo che può bruciare a lungo. È prodotto dalla Gilda degli Alchimisti, all'interno della quale viene chiamato semplicemente “la sostanza”. La ricetta per la sua preparazione è segreta e viene gelosamente custodita dai membri di suddetto ordine.
- Vino dei Sogni ("dreamwine"): è un anestetico che funge anche da sonnifero.

### Veleni
Una grande varietà di veleni è impiegata in tutti i Sette Regni e nel continente orientale di Essos. I Maestri della Cittadella studiano le proprietà di tali sostanze, in modo da preparare antidoti, mentre nelle Città Libere esse divengono l'arma ideale delle gilde composte da assassini.
- Sangue di Vedova: deve il suo nome al colore rosso scuro. Si tratta di una pozione crudele, che sigilla la vescica e il retto di un uomo, facendo annegare il malcapitato nei suoi stessi escrementi.
- Lacrime di Lys: veleno incolore e inodore che attacca stomaco ed intestino.
- Strangolatore: veleno molto raro, ottenuto da una pianta che cresce unicamente nel Mare di Giada e che soffoca le vittime ostruendone la trachea.
- Ombra della Sera: chiamata talvolta "Vino degli Stregoni", è una bevanda consumata abitualmente dagli Stregoni di Qarth, che provoca delle allucinazioni. Viene prodotta a partire dalle foglie di una particolare varietà di alberi dalla corteccia nera. Il consumo eccessivo tinge le labbra di blu e coloro che assumono la sostanza da tempo arrivano ad avere dello stesso colore anche la pelle, le pupille e le unghie.

## Lame di acciaio di Valyria
L'acciaio di Valyria è una lega di metallo particolarmente resistente ed inventata nell'antica città di Valyria, dove i fabbri lavoravano con il maglio e la magia. Purtroppo, il segreto della composizione della lega è andato perduto con la caduta dell'antica civiltà, insieme agli incantesimi che la rendevano unica.
Le spade forgiate con questo metallo, che riescono a mantenere il filo come nessun altro metallo, sono preziosi e rarissimi cimeli appartenenti alle casate più antiche e nobili dei Sette Regni, ognuna con un proprio nome ed una propria storia.
In I Fuochi di Valyria viene rivelato che esistono centinaia di spade lunghe in acciaio di Valyria, ma solo una manciata di arakh, la spada ricurva tipica di alcune popolazioni orientali come i Dothraki.
Segue l'elenco delle principali lame apparse nei romanzi.

### Ghiaccio
Ghiaccio (Ice), spadone a due mani appartenente a Casa Stark, ha una lama grigio fumo, larga quanto la mano di uomo.
Viene utilizzato per l'esecuzioni delle pene capitali.
Dopo la morte del suo ultimo proprietario, Eddard Stark, la spada passa al boia di corte, ser Ilyn Payne. In seguito, Tywin Lannister la farà fondere per ricavarne due nuove lame.

### Lamento di Vedova e Giuramento
Lamento di Vedova (Widow's Wail) è il dono di nozze di lord Tywin per suo nipote, Joffrey Baratheon. Giuramento (Oathkeeper), invece, è il dono di lord Tywin per suo figlio, ser Jaime; Jaime la affida, successivamente, alla guerriera Brienne di Tarth.
Entrambe le lame derivano da Ghiaccio, che è stata fusa per ordine di lord Tywin. 
Le lame sono state colorate dall'armaiolo in fase di creazione, ma l'acciaio di Valyria non ha preso bene il colore, regalando ad esse un particolare effetto porpora sfumato.

### Veleno del Cuore
Veleno del Cuore (Heartsbane) è una spada appartenente a Casa Tarly di Collina del Corno.
Attualmente è in possesso di lord Randyll Tarly.

### Lungo Artiglio
Lungo Artiglio (Longclaw) è una spada appartenente a Casa Mormont.
Jeor Mormont, tuttavia, non l’ha tramandata al figlio, esiliato ad Essos in quanto ha compiuto un crimine, bensì a Jon Snow, dopo che quest'ultimo gli ha salvato la vita.
Il pomello originale era metallico ed intagliato come una testa d'orso ma, in seguito all'incendio da cui scampano Jeor e Jon, l'impugnatura viene distrutta: Jeor la fa quindi rifare, sostituendo il pomello originario con una testa di lupo di pietra bianca.

### Lady Forlorn
Lady Forlorn, a volte tradotta in italiano con la formula Signora Piangente, è una spada appartenente alla Casa Corbray.
Tradizionalmente era posseduta dal capo della famiglia, ma questa tradizione è venuta meno dopo la Battaglia del Tridente. Venne infatti assegnata a ser Lyn Corbray, secondogenito del vecchio lord Corbray, per le sue azioni durante lo scontro che portarono alla rotta i dorniani che presidiavano il fianco destro dell'esercito di Rhaegar: ser Lyn stesso abbatté in duello ser Lewyn Martell, componente della Guardia Reale di re Aerys II.

### L’arakh di Caggo
L'arakh di Caggo è l'unico arakh in Acciaio di Valyria conosciuto ed è posseduto dal comandante in seconda della Compagnia del Vento, una compagnia di mercenari.

### Pioggia Rossa
Pioggia Rossa è una spada appartenente alla Casa Drumm, di Vecchia Wyk.
Si tratta di una preda di guerra ottenuta dagli Uomini di Ferro, conquistata sul campo di battaglia.

### Crepuscolo
Crepuscolo è una spada appartenente alla Casa Harlaw, di Harlaw.
Il suo attuale possessore è ser Harras Harlaw.

### La daga
Questa daga è l'arma con l'elsa di osso di drago con cui era stato armato l'assassino mandato ad uccidere Bran Stark nel suo letto.
Attualmente è posseduta da Petyr Baelish.
Si tratta della seconda lama in Acciaio di Valyria ad apparire nella saga dopo Ghiaccio.

### Blackfyre
Blackfyre, o Fuoco Nero in italiano, era l'ancestrale spadone di Casa Targaryen, posseduto da Aegon I Targaryen e da ogni sovrano della Dinastia del Drago, fino al tempo di Aegon IV il Mediocre. Questi, infatti, voleva che il suo successore fosse il suo figlio bastardo, Daemon Waters, al posto del suo erede legittimo, Daeron, che si vociferava fosse nato dalla relazione extra-coniugale della regina con Aemon il Cavaliere di Drago, fratello minore del re, tanto che lo presentò in pubblico armato con Blackfyre.
La spada rimase in possesso di Daemon che, quando venne riconosciuto come legittimo erede sul letto di morte dal padre, si mise come cognome il nome della spada. Daemon era armato con essa durante la Rivolta dei Blackfyre e, nonostante la sua morte nella Battaglia del Campo dell'Erba Rossa, la spade rimase in possesso dei suoi discendenti in esilio.
Che cosa sia accaduto a Blackfyre dopo la morte di Maelys il Mostruoso, ultimo erede noto di Daemon, è ignoto.

### Sorella Oscura
Sorella Oscura (Darksister) era la spada bastarda in possesso di Casa Targaryen. Al tempo della conquista era portata da Visenya, la maggiore delle due sorelle di Aegon.
Sorella Oscura rimase in possesso dei membri della Casa Targaryen per secoli, portata da molti famosi combattenti. Gli unici suoi noti portatori sono Aemon Targaryen, il Cavaliere di Drago, e Brynden Rivers, detto Bloodraven, uno dei grandi bastardi di Aegon IV il Mediocre.
Durante la Rivolta dei Blackfyre, Bloodraven rimase fedele a re Daeron II e combatté valorosamente: fu lui ad uccidere Daemon ed i suoi due figli maggiori in battaglia.
Bloodraven è l'ultimo possessore conosciuto di Sorella Oscura e non si sa se la portasse con sé quando si unì ai Guardiani della Notte.

### Ruggito di Luce
Ruggito di Luce (Brightroar) è l'ancestrale spada di Casa Lannister, andata perduta al tempo di re Tommen II Lannister, che la portò con sé durante il suo viaggio verso la Valyria sconvolta dal Disastro e che scomparve assieme lui.
La sua sorte è sconosciuta e il tentativo di Gerion Lannister di cercarla a Valyria è finito in un insuccesso o, almeno, così si crede, perché Gerion scomparve senza lasciar traccia.

### Alba
Una menzione particolare va fatta alla "Spada dell'Alba", famosissima spada della famiglia Dayne.
Sebbene non sia una spada in Acciaio di Valyria, come queste ultime è indistruttibile e tiene sempre il filo.
La leggenda narra che sia stata forgiata partendo dal metallo di una meteora.
L'ultimo possessore conosciuto è ser Arthur Dayne, morto alla Torre della Gioia, durante lo scontro con lord Eddard.